# Tirrenia di Navigazione
La Tirrenia di Navigazione è stata una compagnia di navigazione statale italiana.
Fu costituita nel 1936 nell'ambito di un programma di riorganizzazione e razionalizzazione dei servizi marittimi sovvenzionati dallo Stato italiano, con capitale sottoscritto in maggioranza dalla statale Finmare. Alla compagnia, nella quale confluirono le flotte delle liquidate Tirrenia Flotte Riunite Florio - CITRA, Società Adria di Navigazione e Società Sarda di Navigazione (per un totale di 53 navi), furono assegnati i collegamenti merci e passeggeri nel Tirreno, nel Mediterraneo occidentale e verso il Nord Europa.
La quasi totale distruzione della flotta durante la seconda guerra mondiale costrinse a un difficile lavoro di ripristino dei collegamenti, specialmente verso le isole italiane, che vide anche il recupero di diverse unità affondate durante il conflitto. Negli anni 1960 e 1970, in seguito alla diffusione di massa di veicoli motorizzati, la flotta fu sostanzialmente rinnovata eliminando le unità merci e passeggeri di linea in favore di navi ro-ro.
Rimasta l'ultima società Finmare di proprietà statale in seguito alla privatizzazione del Lloyd Triestino e dell'Italia di Navigazione nel 1998 e alla confluenza nella stessa Tirrenia dell'Adriatica di Navigazione nel 2004, fu acquisita dalla Compagnia Italiana di Navigazione il 19 luglio 2012, in seguito a un tribolato processo di privatizzazione iniziato nel 2008.

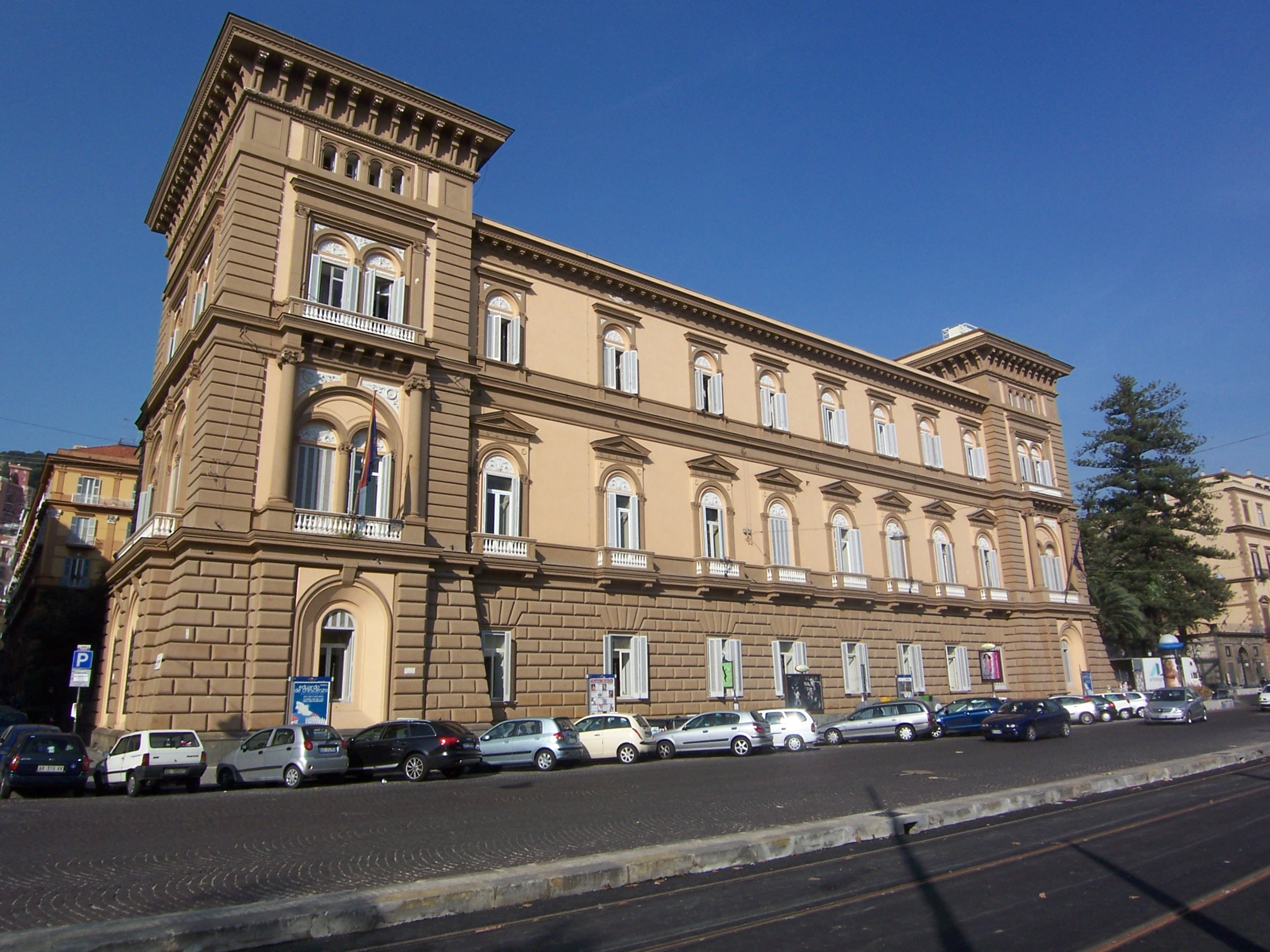
Il Palazzo Caravita di Sirignano a Napoli, storica sede della Tirrenia

## Storia

### Anni trenta e quaranta

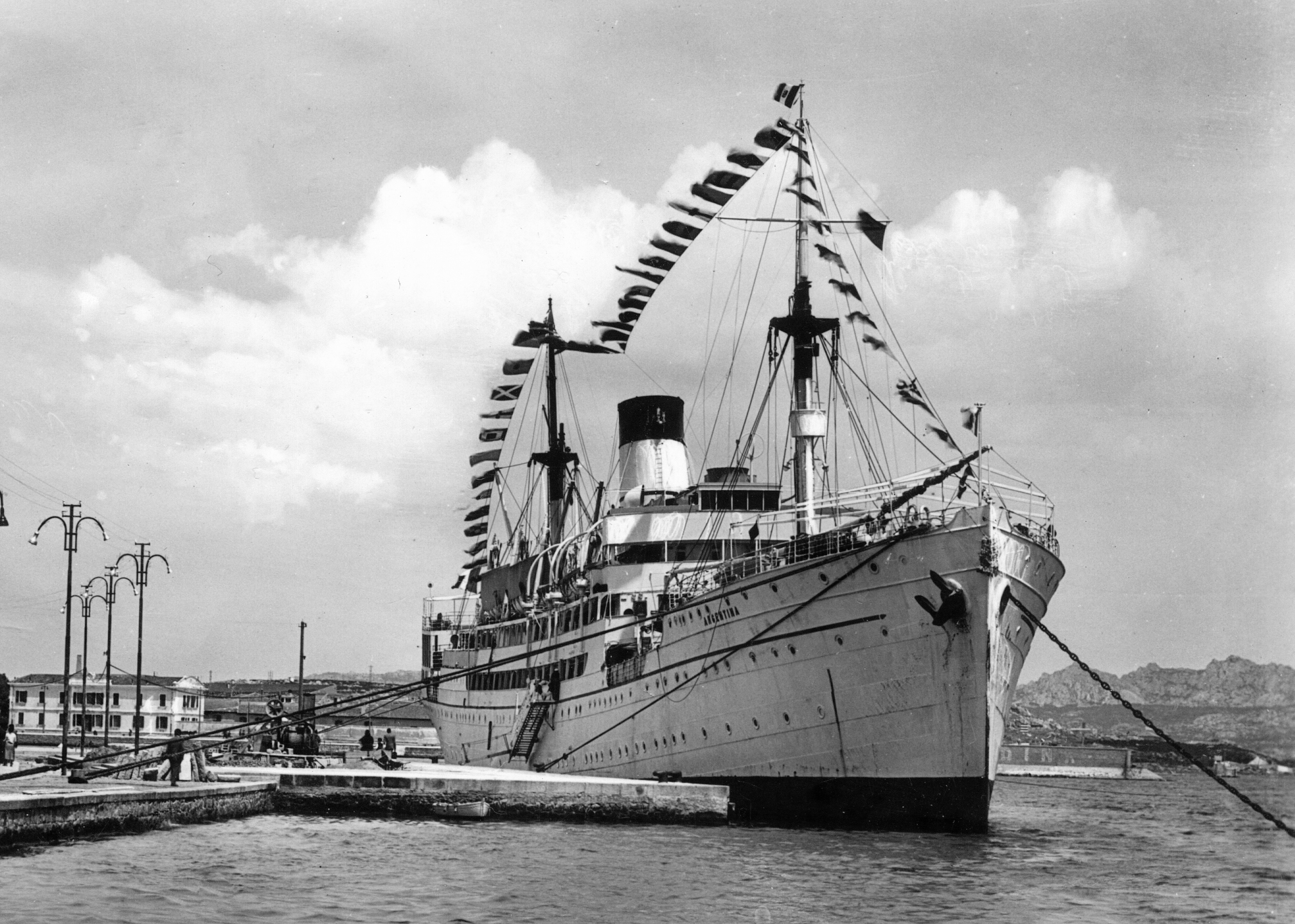
Il piroscafo Argentina a La Maddalena negli anni 1950. L'Argentina fu tra le poche navi della compagnia non affondate durante la seconda guerra mondiale.

Con i regi decreti-legge n. 2081 e 2082 del 7 dicembre 1936, il Governo italiano mise in atto una riorganizzazione delle linee navali definite di "preminente interesse nazionale". Esse furono divise in quattro settori, ciascuno assegnato per vent'anni a partire dal 1º gennaio 1937 a una compagnia di navigazione costituita appositamente. Il termine per le convenzioni preesistenti fu spostato al 31 dicembre 1936; le società che espletavano i servizi in convenzione furono messe in liquidazione e le loro flotte confluirono in quelle delle nuove società. L'assetto che ne risultò fu il seguente:
- Le linee merci e passeggeri per le Americhe furono assegnate alla Italia Società Anonima di Navigazione
- Le linee merci e passeggeri per l'Africa oltre il canale di Suez e Gibilterra, l'Asia e l'Australia furono assegnate al Lloyd Triestino Società Anonima di Navigazione
- Le linee merci e passeggeri del Tirreno, per la Libia, del Mediterraneo occidentale, del cosiddetto "Periplo Italico" e del Nord Europa furono assegnate alla Tirrenia Società Anonima di Navigazione
- Le linee merci e passeggeri dell'Adriatico e del Mediterraneo orientale furono affidate all'Adriatica Società Anonima di Navigazione.

Tutte e quattro le società sarebbero state partecipate in maggioranza dalla Finmare, società dell'IRI costituita appositamente.
La Tirrenia Società Anonima di Navigazione fu costituita ufficialmente il 17 dicembre 1936 a Napoli, con un capitale sociale di 150 milioni di lire. Presidente fu nominato Alessandro Ciano. Nei primi mesi del 1937 alla Tirrenia furono assegnate 53 unità navali, provenienti dalle flotte delle liquidate Tirrenia Flotte Riunite Florio - CITRA (30 navi), Società Adria di Navigazione (17 navi) e Società Sarda di Navigazione (6 navi); in aggiunta a queste, nel corso del 1937 furono acquistati dal Lloyd Triestino due piroscafi, Praga e Aventino. Il 15 novembre 1937 l'unità ex Adria denominata Boccaccio naufragò in seguito a un'esplosione, che causò un morto tra l'equipaggio; la Tirrenia la sostituì con il piroscafo Makala, acquistato dalla Compagnie Africaine de Navigation e rinominato Giovanni Boccaccio. Nel 1938 quattro motonavi della compagnia (Città di Savona, Città di Bastia, Città di Napoli e Olbia) fecero parte del convoglio di 15 navi che trasportarono i coloni italiani in Libia.
L'elenco di rotte assegnato alla Tirrenia nel 1936 fu aggiornato nel 1938 e poi nuovamente con la legge n. 1002 del 10 giugno 1939, con la quale fu stabilito che le sovvenzioni alla compagnia sarebbero ammontate a 86 milioni di lire annui, da ridurre a 83 milioni dal 1º gennaio 1941. Nel 1939 la Tirrenia, sfruttando gli incentivi per le nuove costruzioni concessi dalla Legge Benni del 1938, ordinò una serie di undici motonavi merci (la classe Foscolo) per sostituire gli ormai obsoleti piroscafi ereditati dall'Adria e in servizio sulle linee per il Nord Europa.
In seguito all'entrata dell'Italia nella seconda guerra mondiale, nel giugno 1940, il numero delle rotte servite fu ridotto drasticamente, mentre le navi più veloci e moderne furono convertite in incrociatori ausiliari o utilizzate per il trasporto di truppe e merci. Rimasero inizialmente attive solo le linee Civitavecchia - Terranova (Olbia), Genova - Livorno - Portoferraio - La Maddalena - Cagliari - Palermo e Genova - Livorno - Porto Torres, oltre ai collegamenti locali sardi. Con il procedere della guerra la Tirrenia perse oltre 50 unità, quasi l'intera flotta, e di conseguenza sospese gran parte delle rotte; nel 1943, prima dell'armistizio di Cassibile, i collegamenti da e per la Sardegna erano di fatto interrotti. Dopo l'8 settembre, furono requisiti dagli Alleati la motonave Città di Alessandria e il piroscafo Argentina, le uniche unità indenni in mano alla Tirrenia in quel momento oltre ai piccoli piroscafi Gallura, Capo Sandalo, Gennargentu e alla motonave Carloforte.
Una prima ripresa dei servizi per la Sardegna avvenne nel dicembre 1944, quando fu attivato un collegamento quindicinale tra Napoli e Cagliari con il piroscafo Abbazia, noleggiato dall'Adriatica. Nell'aprile 1945 la linea fu prolungata a Palermo, riattivando i collegamenti con la Sicilia, grazie all'entrata in servizio del piroscafo Campidoglio, sempre noleggiato dall'Adriatica, mentre a giugno fu riaperto il collegamento Civitavecchia - Olbia con il vetusto piroscafo merci Langano (costruito nel 1894 e noleggiato dai Costa); quest'ultima unità venne in seguito sostituita dalla motonave Patriota (noleggiata dalla Italia di Navigazione). Ad agosto su quest'ultima linea fu ripristinato anche il servizio passeggeri per mezzo della motonave Lazzaro Mocenigo, con sistemazioni per 260 persone. La capienza della Mocenigo si rivelò presto insufficiente e al suo posto vennero impiegati i piroscafi Abbazia e Campidoglio, mentre il collegamento Napoli - Cagliari - Palermo fu garantito dal piroscafo Toscana, noleggiato dalla Oriens. Nell'aprile 1945 la gestione della società fu affidata a un commissario governativo, terminato il mandato del quale, nel gennaio 1946, fu nominato presidente l'avvocato Umberto Ricciuti.

La motonave Città di Trapani

Nell'immediato dopoguerra, la Tirrenia continuò l'attività di ripristino dei collegamenti interrotti per il conflitto. Allo scopo, vennero rimesse in servizio le unità via via dissequestrate dagli Alleati (le motonavi Città di Alessandria, Città di Tunisi e il piroscafo Argentina) e fu completata la costruzione della Giosuè Borsi, rimasta incompiuta durante la guerra. Si rese necessario anche recuperare delle unità affondate durante il conflitto e rimetterle in grado di navigare: tali operazioni furono eseguite tra il 1946 e il 1947 per i piroscafi Ichnusa e Limbara e per le motonavi Rossini, Città di Marsala, Alfredo Oriani e Verdi; queste ultime vennero rinominate rispettivamente Città di Messina, Città di Trapani, Cagliari e Celio dopo le riparazioni. Nel 1947, in base allo Ship Sales Act degli Stati Uniti d'America, la Tirrenia poté usufruire di tre piroscafi merci di classe Liberty, rinominati Napoli (ex Otto Mears), Firenze (ex George T. Angel) e Milano (ex M. Michael Edelstein), che furono destinati al trasporto di carbone dagli Stati Uniti all'Italia; a questi si aggiunse un altro piroscafo da carico di dimensioni inferiori, il Marechiaro (ex Charles Hull).
Nel luglio 1948 la Lazzaro Mocenigo e la Ipparco Baccich, fino a quel momento noleggiate dalla Compagnia Fiumana, furono definitivamente acquistate, ribattezzate Civitavecchia e Olbia e impiegate sui collegamenti Genova - Olbia e Genova - Porto Torres; la seconda linea fu in seguito rinforzata con una seconda nave, il piroscafo Torres. L'ultima nave che venne recuperata fu la Città di Savona, affondata nel febbraio 1944 e recuperata dal governo greco, la quale rientrò in flotta nel novembre 1949 con il nome Città di Livorno. Sempre nel 1949 fu ripristinato il servizio del Periplo Italico, utilizzando per lo scopo tre unità noleggiate (il piroscafo Maria Carla e le motonavi Francesca e Anna Maria, queste ultime acquistate e rinominate Città di Siracusa e Città di Catania nel 1953).

### Anni cinquanta

La motonave Giosuè Borsi al largo di Genova, 1970. Destinata al servizio passeggeri nell'immediato dopoguerra, fu in seguito riconvertita a unità merci.

Nel 1950 continuò l'opera di ripristino dei servizi anteguerra. Furono riaperti il collegamento Civitavecchia - Cagliari, impiegando inizialmente la motonave Celio (ex Verdi), e i collegamenti con il Nord Europa, ai quali furono adibiti i due piroscafi Valgardena e Valtellina, noleggiati dalla Vivaldi & Giacobini e dalla Ligure-Veneta di Navigazione. Al termine dell'anno, la Tirrenia disponeva di una flotta di 21 navi, con un tonnellaggio complessivo di 61 038 tonnellate di stazza lorda; erano stati effettuati 2 953 viaggi, trasportando in totale 604 184 passeggeri e 242 486 tonnellate di merci. Tuttavia, le navi in servizio erano molto disomogenee per età e caratteristiche, e mancavano unità con capacità e velocità sufficienti a espletare in modo soddisfacente i servizi postali. Constatata l'inadeguatezza del naviglio in servizio a fronte del progressivo aumento della domanda di trasporto, ad aprile furono ordinate ai cantieri di Castellammare di Stabia e di Palermo cinque motonavi gemelle, sfruttando i benefici concessi per le nuove costruzioni navali dalla cosiddetta "Legge Saragat" del 1949. Le cinque navi, capaci di trasportare 560 passeggeri ciascuna, furono battezzate con i nomi di regioni del Centro-Sud (Sicilia, Calabria, Sardegna, Lazio e Campania Felix) ed entrarono in servizio tra 1952 e 1953, venendo destinate alle linee Napoli - Palermo, Napoli - Palermo - Tunisi, Napoli - Cagliari e Civitavecchia - Olbia. Sempre nel 1952 rientrò in servizio sulla linea Napoli - Palermo la Città di Tunisi, sottoposta nell'anno precedente a ingenti lavori di ristrutturazione (furono sostituiti i motori principali e i generatori, e completamente rifatti gli alloggi di passeggeri ed equipaggio).
A partire dal 1952 vennero ripristinate le rotte per Bengasi tramite la Città di Trapani, mentre nel gennaio 1953 fu la volta dei collegamenti con la Spagna (Barcellona, Valencia) con le navi Città di Alessandria, Città di Messina e Celio. A partire dal 1953 le uniche unità della classe Foscolo ancora in servizio per Tirrenia, Cagliari e Giosuè Borsi, che erano state dotate di sistemazioni passeggeri nell'immediato dopoguerra, furono riconvertite in navi merci e immesse sui collegamenti per il Nord Europa, per i quali erano state appositamente costruite negli anni 1940. A esse furono affiancate due motonavi noleggiate, Vallisarco e Valdarno, che sostituirono i piroscafi Valgardena e Valtellina.
Tra il 1954 e il 1955 furono vendute ad armatori privati le unità di classe Liberty, già noleggiate al Lloyd Triestino negli anni precedenti. L'anno precedente era stata venduta la Olbia (ex Lazzaro Mocenigo), mentre a partire dal 1955 la Civitavecchia fu data in noleggio ad altri armatori; i loro posti sulle linee Genova - Olbia - Porto Torres e Livorno - Bastia - Porto Torres furono presi, rispettivamente, dalla Città di Livorno e dalla Città di Alessandria.
Nonostante l'ingresso in linea delle unità della classe Regione e la conseguente riorganizzazione dei servizi, la crescente domanda di trasporto da e per la Sardegna rese necessaria l'entrata in servizio di altre unità di nuova costruzione. Grazie alle agevolazioni previste dalla "Legge Tambroni" del 1954, l'anno seguente la Tirrenia ordinò tre navi, due gemelle da destinare alla linea Civitavecchia - Olbia e una, più piccola, pensata per la Genova - Porto Torres. Le tre navi, battezzate Arborea, Caralis e Torres, entrarono in servizio sulle rispettive rotte nel corso del 1957.
Nel frattempo la convenzione del 1937, che sarebbe scaduta il 31 dicembre 1956, fu prorogata, inizialmente fino al 30 giugno 1957 e in seguito fino al 30 giugno 1962.
Il 4 dicembre 1957 la Città di Trapani, impegnata su un collegamento tra Genova, Cagliari, Palermo e Tunisi aperto pochi mesi prima, si incagliò al largo del porto di Trapani. Nell'incidente persero la vita quattro marittimi della Tirrenia e due imbarcati sul rimorchiatore Pirano, impegnato nei soccorsi; la nave, dopo lunghi tentativi di recupero, fu dichiarata persa nel febbraio 1958, risultando l'unica unità persa dalla società nel dopoguerra. In sostituzione dell'unità naufragata, fu noleggiata e poi, nel gennaio 1958, acquistata dall'Adriatica, la motonave Filippo Grimani, ribattezzata Città di Tripoli e inserita sul collegamento Livorno - Olbia - Porto Torres. La Città di Alessandria fu quindi a sua volta spostata sui collegamenti per la Libia, mentre il piroscafo Argentina, impiegato a questo scopo fino a quel momento, fu messo in disarmo.
La domanda di trasporto per la Sardegna continuò a crescere e nel marzo 1959 la Tirrenia, sfruttando nuovamente i benefici della Legge Tambroni, ordinò una nuova coppia di navi gemelle, la classe Città. Tra maggio e giugno si verificò un pesante sciopero dei marittimi della Finmare; per evitare che la Sardegna rimanesse isolata, Sicilia, Sardegna e Lazio furono requisite dal Ministero della marina mercantile e armate direttamente con equipaggi militari.

### Anni sessanta

La motonave Città di Nuoro a Civitavecchia, 1972

I primi anni 1960 videro una continuazione del potenziamento dei collegamenti con la Sardegna, il cui sviluppo turistico era agli inizi. Nel 1960 fu venduto per demolizione il vecchio piroscafo Argentina e fu acquistata la turbonave egiziana Nefertiti, che fu ribattezzata Olbia e destinata, a partire dall'anno seguente, ad affiancare la Torres sulla linea Genova - Porto Torres, la cui frequenza fu aumentata a sei corse a settimana. Nel 1962 entrarono poi in servizio le due navi gemelle della classe Città, Città di Napoli e Città di Nuoro, che furono immesse sulla Civitavecchia - Olbia.
Sempre nel 1962 fu acquistato dall'Adriatica il piroscafo Belluno, che fu adibito alla linea merci del Periplo Italico, con scali capolinea a Trieste e a Genova, insieme al piroscafo Marechiaro (inizialmente gemello del Belluno, prima che quest'ultimo fosse modificato) e alla motonave Città di Catania.
Nel 1962 fu infine rinnovata la convenzione con lo Stato italiano, come menzionato scaduta il 31 dicembre 1956 e prorogata in seguito di sei mesi e poi di cinque anni. La nuova convenzione, stabilita con la legge n. 600 del 2 giugno 1962, fu ratificata solo nel gennaio 1965; ebbe nuovamente durata ventennale e confermò le linee già previste dalla precedente, modificando però il sistema di sovvenzioni: se in precedenza lo Stato si era impegnato di fatto a ripianare ogni anno il bilancio della Tirrenia e delle altre società Finmare, garantendo un utile pari almeno al 4% del capitale sociale, dal 1962 la sovvenzione ebbe un importo fisso, che sarebbe stato rivisto ogni due anni. Nel gennaio 1963 fu nominato presidente della società l'avvocato Bernardo Giannuzzi Savelli, al quale successe, dopo la sua scomparsa l'anno seguente, il dottor Salvatore Stara; direttore generale, dal 1956, era il comandante Giuseppe Pirandello.
Messe in servizio nel decennio precedente dieci nuove unità passeggeri destinate ai collegamenti con le isole maggiori e il Nord Africa, nel 1964 furono ordinati alla Navalmeccanica di Napoli quattro traghetti di piccole dimensioni per la gestione dei collegamenti locali sardi, sui quali erano in servizio degli ormai obsoleti piroscafi costruiti nell'anteguerra (Capo Sandalo, Gallura e Luigi Rizzo). I quattro traghetti (La Maddalena, Teulada, Arbatax e Bonifacio) entrarono in servizio nel 1966, venendo immessi sui collegamenti Palau - La Maddalena, La Maddalena - Santa Teresa Gallura - Bonifacio, Carloforte - Calasetta e Carloforte - Portovesme.
Il rapido processo di motorizzazione in atto in Italia causò una veloce crescita della domanda di trasporto di automezzi via nave, alla quale la Tirrenia non riuscì inizialmente a rispondere se non in modo molto limitato. Nell'inverno 1963 fu noleggiato il traghetto Appia dell'Adriatica per effettuare delle corse di prova tra Genova e Porto Torres, operazione ripetuta anche in anni successivi, mentre nel 1965 vennero effettuati dei lavori di conversione sulla Città di Alessandria, la quale ottenne dei garage accessibili con portelloni laterali. A partire dal 1965 le compagnie private Società Navi Traghetto e Società Traghetti Sardi misero in servizio sui collegamenti per Sicilia e Sardegna cinque moderne navi traghetto ro-ro, che sin dall'entrata in servizio conquistarono notevoli quote di traffico a discapito della Tirrenia; alle navi degli armatori privati si sommavano i traghetti delle Ferrovie dello Stato in servizio tra Civitavecchia e Golfo Aranci, i cui garage potevano trasportare anche automobili e autocarri oltre ai carri ferroviari. Nello stesso periodo, anche i collegamenti per il Nord Africa videro una flessione nel numero di passeggeri trasportati, a causa della concorrenza dei servizi aerei.
La compagnia statale reagì commissionando all'Italcantieri di Trieste un progetto di conversione in traghetti ro-ro delle unità della classe Regione, che fu messo in atto per quattro delle cinque navi della classe tra il 1967 e il 1969. Le unità trasformate furono gradualmente messe in servizio sulle linee Napoli - Palermo - Tunisi, Napoli - Cagliari - Civitavecchia e Napoli - Catania - Siracusa - Malta - Tripoli mentre le altre linee rimasero appannaggio delle unità convenzionali. Risultato insufficiente anche questo piano, nel marzo 1968 furono ordinati all'Italcantieri sei traghetti ro-ro passeggeri, la classe Poeta, di dimensioni e capacità molto maggiori rispetto alle classe Regione trasformate. Nel settembre 1969 fu nominato amministratore delegato e direttore generale il comandante Emanuele Cossetto.

### Anni settanta

Il traghetto Boccaccio in manovra nel porto di Genova

Nel 1970 le navi della Tirrenia parteciparono alle operazioni di rimpatrio di circa 20 000 italiani dalla Libia, in seguito al decreto di confisca dei loro beni emanato da Muʿammar Gheddafi. Stefano Pugliese fu nominato presidente della società, sostituito, l'anno seguente, dall'avvocato Pasquale Schiano.
I primi anni 1970 videro un profondo rinnovamento della flotta. L'8 luglio 1970 entrò in servizio sulla Genova - Porto Torres la Boccaccio, prima nave della classe Poeta, seguita nei mesi successivi dalle gemelle Carducci, Pascoli, Leopardi, Petrarca e Manzoni. Le navi della classe Poeta consentirono alla Tirrenia di invertire la tendenza degli anni precedenti e recuperare quote di mercato ai danni della concorrenza, in particolare delle compagnie associate Società Navi Traghetto e Società Traghetti Sardi. Oltre alle unità della classe Poeta, fu acquisita una settima nave ro-ro passeggeri, il traghetto La Valletta, destinato ai collegamenti con Malta.
L'entrata in servizio di queste nuove unità e l'evoluzione dei traffici marittimi portò alla dismissione, nel triennio 1970-1972, di diverse unità merci e passeggeri tradizionali. Nel 1970 furono fermate e vendute per la demolizione la Città di Tunisi e la Città di Livorno, mentre nel marzo dell'anno seguente fu soppressa la linea merci Genova - costa orientale della Sardegna - Sicilia - Pantelleria e furono venduti per la demolizione i piroscafi Ichnusa e Campidano in servizio su di essa. Sempre nel 1971 furono disarmate e vendute per la demolizione le motonavi Città di Alessandria e Città di Tripoli, i piroscafi Marechiaro e Belluno e la turbonave Olbia. Venne inoltre messa in disarmo la Caralis, che venne in seguito venduta nel 1973. Nel 1972 i collegamenti con Francia e Spagna furono uniti al Periplo Italico e le motonavi Celio e Città di Messina poste in disarmo e demolite, mentre la Campania Felix fu posta in disarmo a settembre. L'anno seguente le linee merci del Periplo Italico e quelle verso Francia e Spagna furono sostituite da un nuovo collegamento Trieste - Bari - Catania - Napoli - Genova - Marsiglia - Barcellona - Algeri, sul quale furono messi in servizio i ro-ro merci noleggiati Canguro Giallo e Canguro Biondo, rinominati Staffetta Adriatica e Staffetta Tirrenica e in seguito acquistati. Le motonavi Città di Catania e Città di Siracusa furono quindi demolite.
Con la legge n. 684 del 20 dicembre 1974 il Governo italiano effettuò una riorganizzazione dei servizi svolti dalle compagnie della Finmare, procedendo a un disimpegno dalle linee passeggeri internazionali e promuovendo una gestione più adeguata al mercato delle società del gruppo. La validità delle convenzioni stipulate nel 1962 cessò il 31 dicembre 1974 e fu data la possibilità al Ministero della marina mercantile di stipularne di nuove, di durata annuale e rinnovabili per un massimo di cinque anni, a partire dal gennaio 1975. La stessa legge previde anche un potenziamento dei collegamenti con le isole maggiori, di competenza della Tirrenia, che fu concretizzato nel marzo 1975 con un piano che comprendeva la costruzione di otto traghetti passeggeri e di tre unità merci, ordinati all'Italcantieri il 24 dicembre 1975. Per accelerarne l'ingresso in servizio, si decise di far costruire due delle nuove unità passeggeri sullo stesso progetto della classe Poeta, mentre le altre sei sarebbero state realizzate con un progetto ex novo. Proseguì anche il processo di dismissione delle unità convenzionali; l'Arborea fu fermata nel 1974 e, in parallelo alla costruzione delle nuove unità a cui si è accennato, fu programmato di fermare le motonavi Città di Nuoro, Città di Napoli e Torres. A partire dal maggio 1975 la linea per il Nord Europa fu assegnata all'Adriatica, che prese a noleggio le navi su di essa impiegate (Cagliari, Giosuè Borsi e Vallisarco).
Nel 1975 furono riorganizzati anche i servizi locali: con la legge 169 del 19 maggio 1975 fu decisa la costituzione di tre società a essi dedicate, la Toremar, la Caremar e la Siremar, con sedi rispettivamente a Livorno, Napoli e Palermo. A partire dal 1º gennaio 1976 alle tre società, partecipate dalla Tirrenia con una quota minima del 51%, furono assegnati rispettivamente i collegamenti con le isole dell'arcipelago toscano, quelli con l'arcipelago campano e le isole Ponziane e i collegamenti con le Isole Eolie, le Egadi, le Pelagie, Ustica e Pantelleria.
Tra il 1976 e il 1978, in attesa della progressiva entrata in servizio delle unità ordinate all'Italcantieri, furono noleggiati i traghetti Canguro Bianco e Canguro Verde dalla Linee Canguro S.p.A., Espresso Venezia ed Espresso Ravenna dall'Adriatica, tutti destinati a rinforzare i collegamenti con la Sardegna, tra i quali le nuove linee Genova - Olbia - Arbatax e Genova - Cagliari. Le prime due navi furono restituite alla compagnia proprietaria nel 1978, mentre le altre continuarono a far parte della flotta Tirrenia anche in seguito. Nello stesso periodo fu messo in atto un rinnovo della flotta regionale sarda tramite l'acquisto dei piccoli traghetti Carloforte e Limbara mentre il traghetto La Valletta, ritenuto inadatto ai collegamenti con Malta, fu venduto alla Siremar e sostituito con un'unità di costruzione tedesca, il Malta Express.
Nel 1978 entrarono in servizio i primi due traghetti ordinati nel dicembre 1975, le unità di classe Poeta Deledda e Verga, che furono destinate al collegamento Civitavecchia - Olbia in sostituzione delle due navi di classe Città. Nel 1979 entrarono in servizio la Domiziana e l'Emilia, prime unità della nuova classe Strade Romane, e le tre unità merci di classe Staffetta (Staffetta Mediterranea, Staffetta Ligure e Staffetta Jonica), capaci di trasportare 117 semirimorchi. La prima fu immessa sul collegamento Genova - Porto Torres, mentre le tre unità merci furono affiancate alla Staffetta Tirrenica e alla Staffetta Adriatica sulle linee per il Nord Africa, con capolinea a Trieste, Genova e Tripoli.

### Anni ottanta

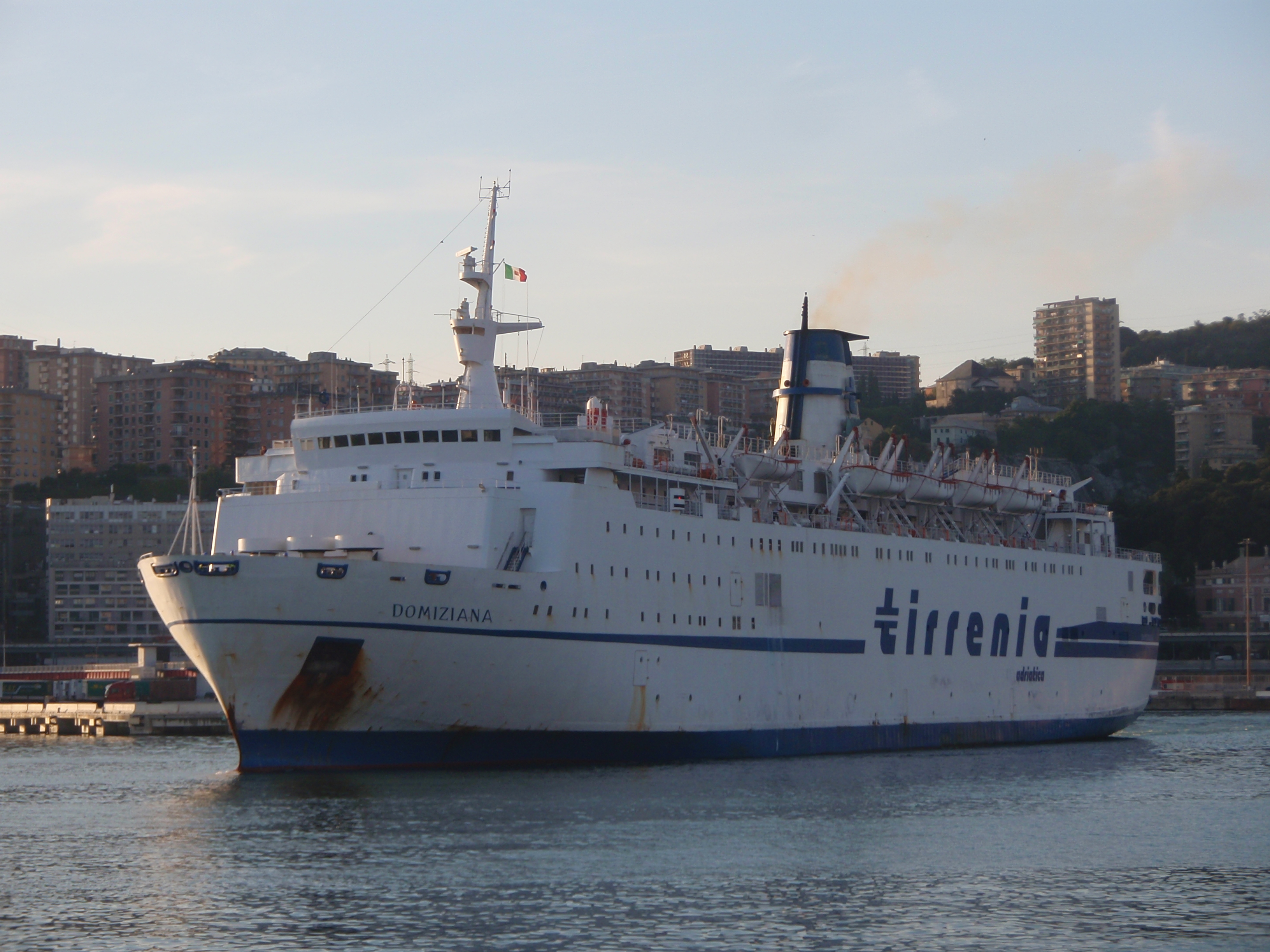
La Domiziana a Genova nel 2010

Tra il 1980 e il 1981, con l'entrata in servizio delle quattro unità rimanenti della classe Strade Romane (Aurelia, Clodia, Nomentana e Flaminia), fu completato il piano di rinnovo della flotta stabilito nel 1975. Le basse tariffe e l'aumento dell'offerta della Tirrenia portarono a un sostanziale ritiro da parte degli armatori privati nei collegamenti con la Sardegna, ritenuti non più sostenibili economicamente. L'entrata in servizio di questi nuovi traghetti comportò anche la progressiva dismissione delle rimanenti unità della classe Regione e delle navi passeggeri tradizionali, relegate al ruolo di rinforzo nei mesi estivi; queste unità furono utilizzate, tra il novembre 1980 e il febbraio 1982, anche come alloggio temporaneo per gli sfollati del terremoto dell'Irpinia del 1980. Nel 1984 fu nominato amministratore delegato e direttore generale il dottor Franco Pecorini.
Negli anni seguenti l'assetto della flotta rimase stabile, con poche variazioni: nel 1984 la Sardegna fu venduta per la demolizione, lasciando solo due unità di classe Regione ancora in servizio per Tirrenia, mentre nel dicembre 1985 le unità di classe Città, impiegate l'anno prima per aprire un'effimera linea Civitavecchia - Cagliari - Sant'Antioco, furono utilizzate per ospitare i cittadini di Napoli sfollati in seguito all'esplosione del deposito Agip.
Nel gennaio e febbraio 1986 furono presi in consegna altri due traghetti per i collegamenti locali sardi, l'Isola di Caprera e l'Ichnusa. Nel dicembre dello stesso anno, il Governo emanò nuove norme per la ristrutturazione della flotta pubblica, con le quali fu nuovamente modificato il sistema di sovvenzionamento delle linee esercitate dalla Tirrenia e fu stabilita la costituzione di una società dedicata all'espletamento dei servizi locali sardi. La Saremar, fondata nell'aprile 1987, diventò effettivamente operativa dal 1º gennaio 1988, prendendo in carico le navi dedicate ai collegamenti con le isole minori sarde.
A partire dal 1986 fu poi avviato un programma di aggiornamento della flotta volto a soddisfare la sempre crescente domanda di trasporto di passeggeri verso la Sardegna. Tra il 1986 e il 1987 le unità della classe Strade Romane furono sottoposte a un importante intervento di ristrutturazione, che comportò l'aggiunta di un nuovo corpo cilindrico di 12 metri di lunghezza a centro nave e di un ulteriore ponte destinato a contenere sistemazioni per i passeggeri. Tra 1987 e 1988 fu poi effettuata la conversione in traghetti passeggeri di sei unità ro-ro merci, tre della classe Staffetta Mediterranea e tre acquisite nel 1987 dal Lloyd Triestino (Apulia, Torre del Greco e Adria). Le prime, ribattezzate Arborea, Caralis e Torres andarono a costituire la classe Sociale, mentre le altre, ribattezzate Capo Spartivento, Capo Sandalo e Capo Carbonara, formarono la classe Capo. Rimasero adibite ai servizi merci le Staffetta Adriatica e Staffetta Tirrenica, alle quali furono affiancate la Campania (già Julia), acquistata nel dicembre 1986 dal Lloyd Triestino, e le tre unità gemelle Sardegna, Calabria e Sicilia, acquistate dall'Adriatica.
L'ingresso in servizio di queste nuove unità comportò l'alienazione delle ultime due unità della classe Regione e delle due unità di classe Città, che furono tutte vendute per demolizione nel 1988. Fu infine ceduto alla Nav.Ar.Ma. il traghetto Malta Express.

### Anni novanta

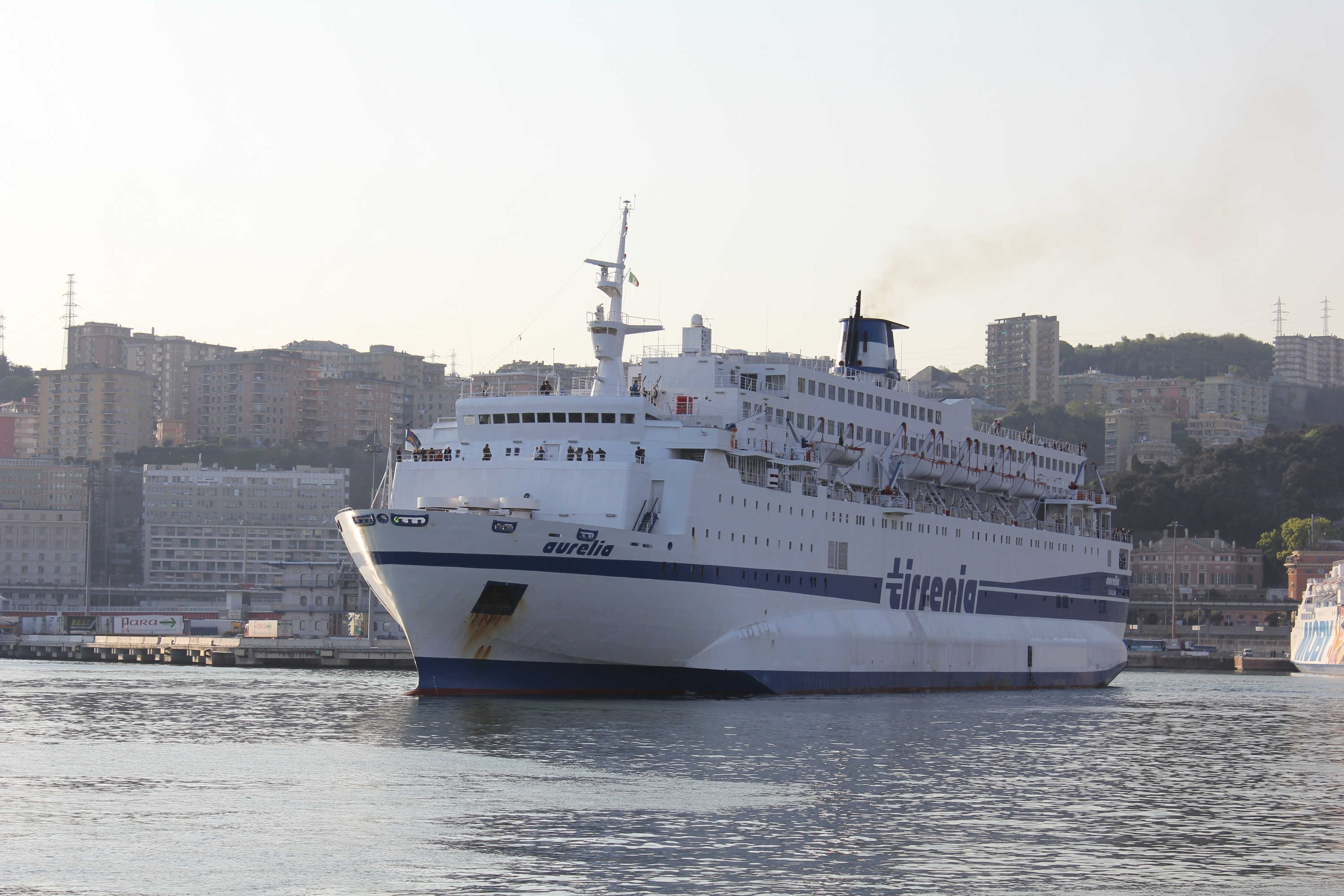
L'Aurelia a Genova nel 2011, dopo le trasformazioni

Tra il 1990 e il 1992 furono realizzati degli importanti lavori di trasformazione su numerosi traghetti della compagnia, con l'obiettivo di incrementarne la portata di passeggeri. In particolare, la Leopardi ottenne nuovi ponti auto, mentre le altre navi di classe Poeta prima serie (Boccaccio, Carducci, Manzoni, Pascoli e Petrarca) vennero innalzate di tre ponti e dotate di controcarene. Simili operazioni vennero effettuate su tre unità della classe Strade Romane (Aurelia, Clodia e Nomentana), che tornarono nuovamente in cantiere per l'aggiunta di ulteriori due ponti e controcarene, venendo denominate Strade Romane Trasformate. Questi interventi, pur aumentando notevolmente le sistemazioni passeggeri delle unità coinvolte, risultarono in un pesante impatto estetico sulle navi (specialmente su quelle di classe Poeta) e in una riduzione della loro velocità.
Gli anni successivi furono caratterizzati dall'introduzione di una nuova generazione di traghetti, pensati per ridurre drasticamente i tempi nei collegamenti passeggeri con la Sardegna. Nel luglio 1993 entrò in servizio la prima unità di questo tipo, il traghetto di classe Aquastrada TMV 101 Guizzo, costruito nei Cantieri Navali Rodriquez di Messina. Il Guizzo aveva uno scafo monocarena e poteva trasportare 450 passeggeri e 120 automobili, raggiungendo una velocità più che doppia degli altri traghetti della flotta (40 nodi) grazie a un impianto propulsivo costituito da una turbina a gas e due motori Diesel veloci. Il Guizzo fu messo in servizio sul collegamento Civitavecchia - Olbia, dimezzando a tre ore e mezza il tempo di percorrenza. L'anno seguente al Guizzo fu affiancato il gemello Scatto; le due unità furono in seguito destinate ai nuovi collegamenti Fiumicino - Golfo Aranci e La Spezia - Golfo Aranci.

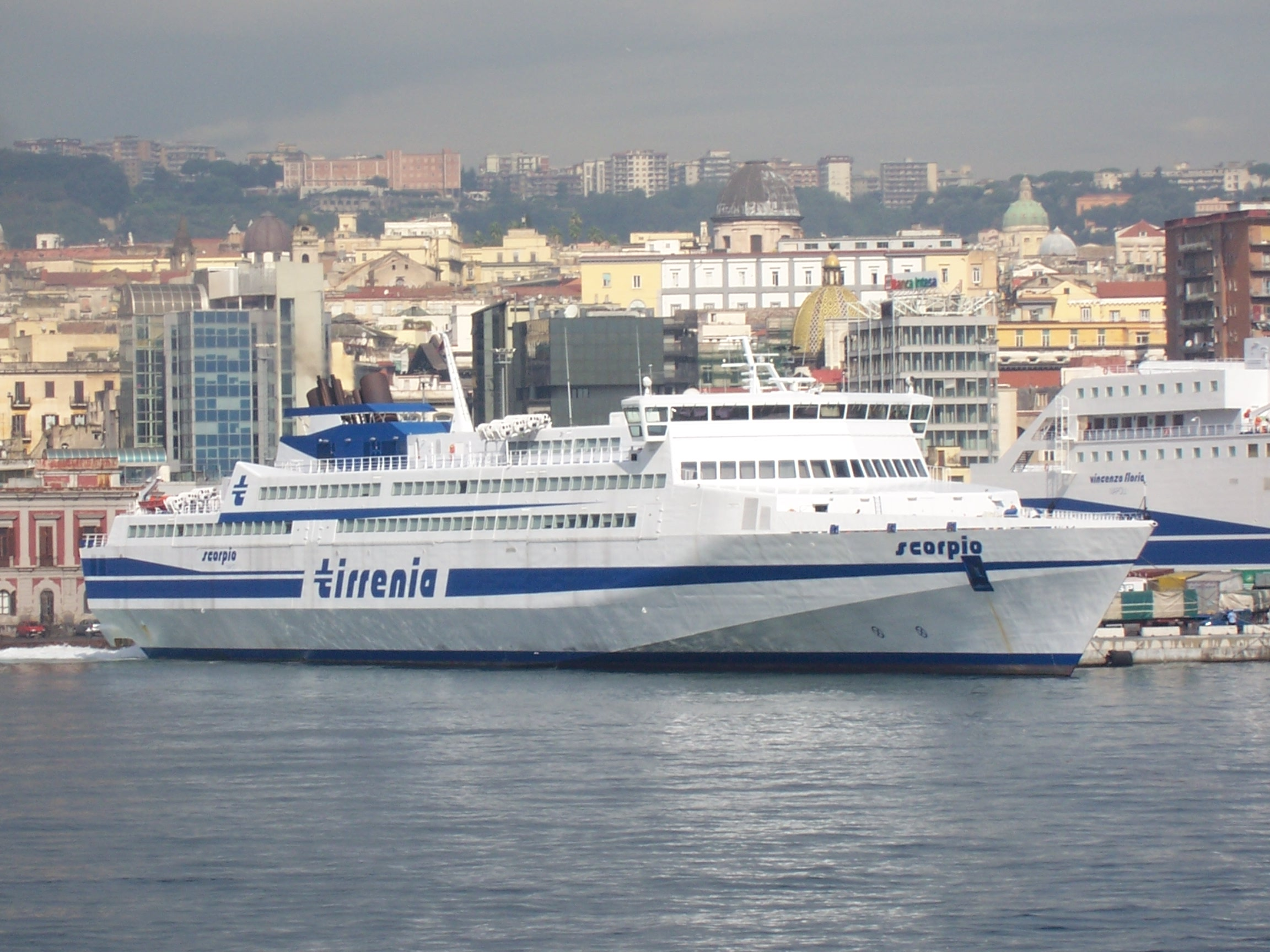
Il traghetto superveloce Scorpio nel porto di Napoli, 2005

Tra il 1994 e il 1995 entrarono in flotta anche tre traghetti ro-ro merci, Toscana, Lazio e Puglia, questi ultimi due facenti parte della classe Viamare essendo unità gemelle di quelle utilizzate dall'omonima compagnia. Il 14 marzo 1996 la Caralis si incagliò sull'isola Serpentara mentre era in navigazione tra Cagliari e Civitavecchia; la nave riportò danni allo scafo, ma non ci furono vittime né feriti gravi.
La seconda metà degli anni 1990 vide un profondo rinnovamento della flotta e dell'assetto societario della Tirrenia. Furono ordinati ai cantieri Ferrari di La Spezia due moderni traghetti ro-ro passeggeri, Vincenzo Florio e Raffaele Rubattino, destinati alla Napoli - Palermo; si decise inoltre di proseguire sulla strada dei traghetti superveloci, commissionando alla Fincantieri di Riva Trigoso la costruzione di quattro monocarena classe Jupiter MDV 3000, capaci di trasportare 1 800 passeggeri e 460 automobili a una velocità di oltre 40 nodi. Le quattro unità veloci entrarono in servizio sui collegamenti per la Sardegna tra 1998 e 1999; i due traghetti tradizionali furono invece consegnati nel 1999 e nel 2001, con qualche ritardo dovuto al fallimento del cantiere costruttore. Il riassetto della flotta portò al disarmo e alla vendita di tutte le unità della classe Poeta (Leopardi nel 1994, Deledda nel 1995, Verga nel 1996 e le altre nel 1999) e dei traghetti tradizionali Capo Carbonara e Capo Sandalo.
Dal punto di vista societario, nel settembre 1998 fu approvato il piano di riorganizzazione della Finmare, con la privatizzazione di Lloyd Triestino e Italia di Navigazione e la cessione della Tirrenia al controllo diretto dell'IRI. La stessa Tirrenia assunse il ruolo di capogruppo delle società statali impegnate nel cabotaggio, assumendone pieno controllo nei primi mesi dell'anno seguente. Oltre alla stessa Tirrenia di Navigazione, il gruppo comprendeva l'Adriatica di Navigazione e le società regionali Siremar, Saremar, Toremar e Caremar, ponendosi al terzo posto a livello europeo per dati di trasporto (13 900 000 passeggeri e 2 664 000 automobili all'anno) e al primo per consistenza numerica della flotta (92 navi). Tra gli obiettivi del piano industriale approvato nel marzo 1999 vi era anche guidare il gruppo a un'eventuale privatizzazione, alla scadenza delle convenzioni con lo Stato prevista per il 31 dicembre 2008.

### Anni 2000

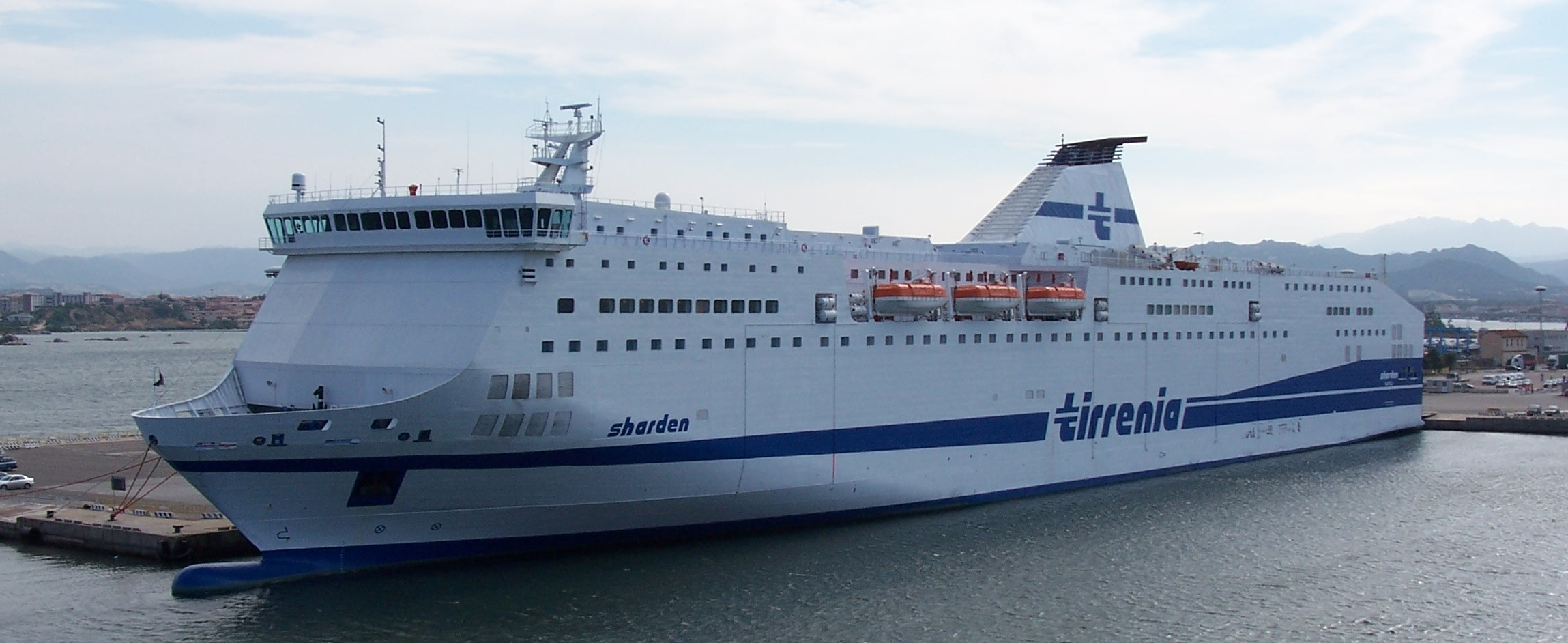
La nave traghetto Sharden nel porto di Olbia, 2007

L'inizio degli anni 2000 fu caratterizzato da una razionalizzazione della flotta, coerente con il piano industriale sopra riassunto. Nel 2001 entrò in servizio la Bithia, nave traghetto di moderna concezione capace di trasportare 2 700 passeggeri e 900 automobili a una velocità di servizio di 29 nodi. Seguirono negli anni successivi i traghetti Janas, Athara, Nuraghes e Sharden, gli ultimi due caratterizzati da una velocità maggiore e dalla presenza di un ponte garage aggiuntivo. Alcune navi, come l'Aurelia, la Clodia, la Nomentana e la Toscana non vennero sostituite, ma furono oggetto di accurato restyling al fine di adeguare gli interni agli standard delle nuove unità. Le restanti unità di classe Sociale e Capo furono poste in disarmo e vendute, mentre le unità non trasformate della classe Strade Romane furono spesso noleggiate all'Adriatica, alla quale furono cedute in via definitiva nel 2004 la Flaminia e l'Emilia.
A livello societario, nel 2002 con la messa in liquidazione dell'IRI la Tirrenia passò sotto il controllo di Fintecna, mentre nel corso del 2004 l'Adriatica smise di esistere come compagnia indipendente e divenne una divisione di Tirrenia.
L'idea dei traghetti superveloci si dimostrò un totale fallimento. Le unità non incontrarono il favore del pubblico per via degli orari di partenza e arrivo scomodi e dello scarso comfort a bordo in presenza di mare mosso, oltre a essere penalizzate dagli elevati consumi delle turbine a gas (290 kg di carburante al minuto) che ne resero l'esercizio antieconomico. A partire dal 2004 le unità veloci rimasero quindi per lo più in disarmo presso diversi porti italiani, venendo sporadicamente impiegate durante l'estate o per noleggi ad altre compagnie.

#### La privatizzazione
Nonostante una possibile privatizzazione della Tirrenia fosse ormai da anni argomento di discussione, solo nel 2007 furono compiuti i primi passi concreti in tal senso, con l'approvazione da parte del Comitato interministeriale per la programmazione economica (CIPE) della bozza di una nuova convenzione. L'iter proseguì con la legge finanziaria dell'anno successivo, nella quale fu prevista la possibilità di cedere gratuitamente i servizi di cabotaggio effettuati dalla Tirrenia agli Enti Regione di riferimento che ne avessero fatto domanda. L'iniziativa non giunse, però, a un esito positivo e il 6 novembre 2008 il Consiglio dei ministri del governo Berlusconi IV diede il via libera alla privatizzazione di Tirrenia di Navigazione S.p.A. La convenzione con lo Stato fu prorogata fino al 31 dicembre 2009, in modo da permettere la conclusione del processo di privatizzazione.
Nella notte del 29 maggio 2009 scoppiò un grave incendio sulla Vincenzo Florio, in navigazione tra Napoli e Palermo; non ci furono vittime né feriti gravi e la nave fu rimorchiata in porto a Palermo. La nave riportò dei danni molto estesi e fu posta a lungo sotto sequestro, rientrando in servizio solo nel 2012 dopo lunghi lavori di riparazione.

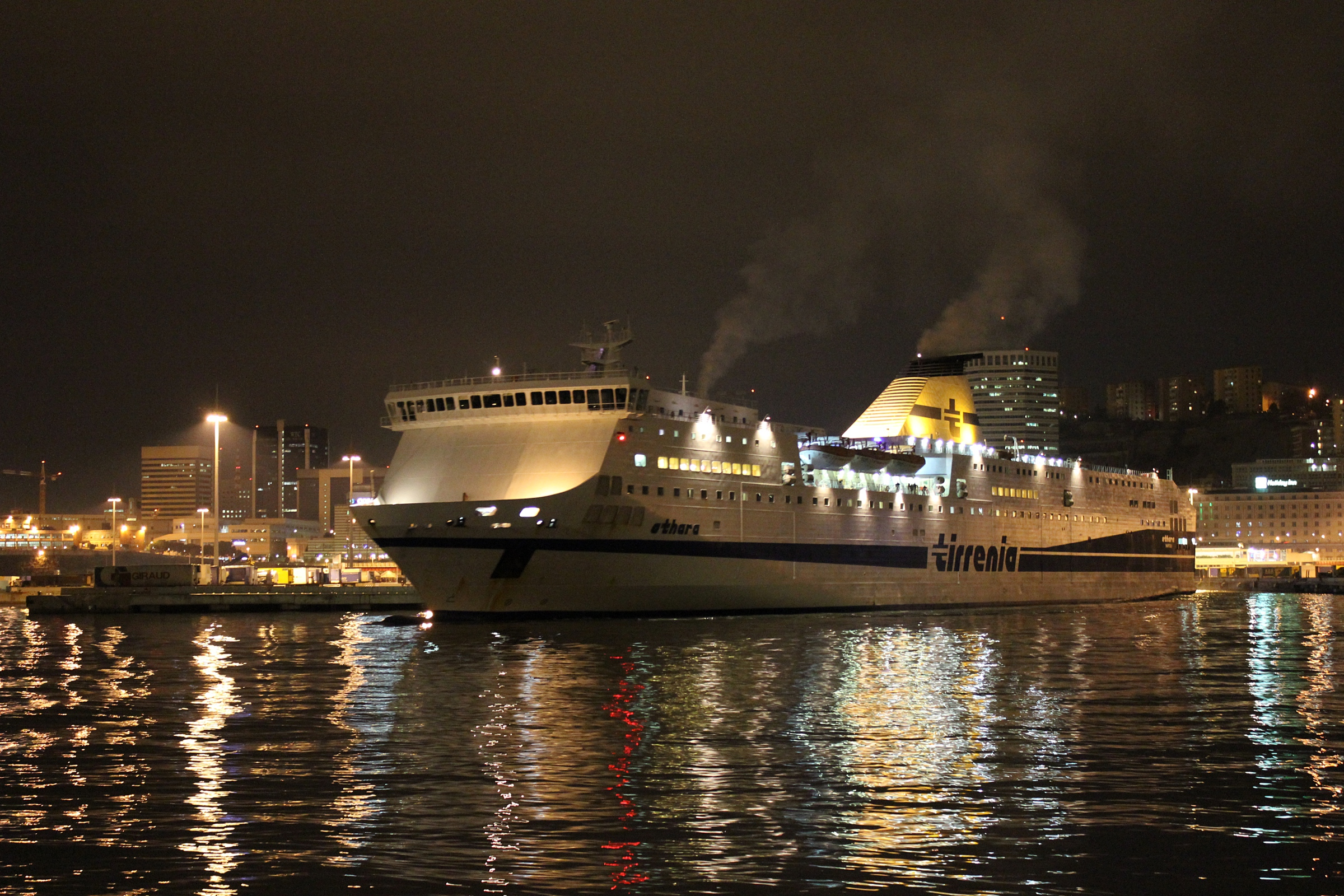
La nave traghetto Athara nel porto di Genova, 2011

I criteri per la privatizzazione della Tirrenia furono stabiliti con la legge n. 166 del 20 novembre 2009, nella quale si decise tra l'altro il passaggio delle società regionali (Caremar, Saremar, Siremar e Toremar) alle rispettive Regioni, che si sarebbero poi occupate di privatizzarle entro il 30 settembre del 2010. Il 23 dicembre 2009 la Fintecna aprì il bando per la privatizzazione di Tirrenia e Siremar, della quale la Regione Siciliana aveva declinato di prendere il controllo. Il bando, avente scadenza 19 febbraio 2010, vide la partecipazione di ben sedici società, tra le quali SNAV (dell'armatore Gianluigi Aponte), Grandi Navi Veloci, Grimaldi Lines, Moby Lines (dell'armatore Vincenzo Onorato), Ustica Lines, Corsica Ferries (di proprietà dell'armatore corso Pascal Lota) e la cordata Mediterranea Holding (nella quale erano presenti la Regione Siciliana con il 37% delle quote e la TTT Lines dell'armatore greco Alexis Tomasos con il 30,5%). Tuttavia, l'importante indebitamento della compagnia (646 milioni di euro, dei quali 100 verso Fintecna) portò al ritiro di tutti gli offerenti tranne Mediterranea Holding, che si aggiudicò quindi la gara il 28 luglio. La trattativa non andò a buon fine perché la società aggiudicataria non sottoscrisse il contratto di acquisizione nei tempi prestabiliti, ritardo giustificato da Mediterranea Holding con l'inserimento da parte di Fintecna di una clausola che prevedeva la possibilità di una revoca unilaterale del contratto da parte della stessa Fintecna. Il 4 agosto la Tirrenia fu quindi commissariata e il 12 agosto dichiarata insolvente dal tribunale di Roma, dando così inizio alla procedura di amministrazione straordinaria prevista della legge Marzano. La gestione commissariale mise fine alla guida dell'amministratore delegato Franco Pecorini, che durava dal 1984.
Venne quindi indetta una seconda gara per la privatizzazione, che si chiuse il 19 maggio 2011. Risultò vincitrice l'unica partecipante, la Compagnia Italiana di Navigazione (CIN), una nuova società formata, proprio per la privatizzazione di Tirrenia, da Marinvest (Gianluigi Aponte), Moby (Vincenzo Onorato) e Grimaldi. Nel frattempo, poiché nessun acquirente aveva espresso interesse per i traghetti superveloci nonostante la loro tecnologia avanzata, la Tirrenia fu costretta a vendere le unità per demolizione a 5 milioni di euro l'una (contro i 30 stimati per il loro effettivo valore). Nell'estate 2011, Guizzo, Scatto, Aries e Taurus vennero rimorchiate fino al cantiere navale di Aliağa in Turchia e infine demolite.
Il 21 giugno 2012 Tirrenia fu ufficialmente privatizzata. Una decisione dell'Antitrust UE, che rilevò una posizione dominante di CIN, portò all'uscita dalla società del Gruppo Grimaldi, di Gianluigi Aponte e del greco Alexis Tomasos. Il 19 luglio 2012 poté essere firmata la chiusura dell'operazione e CIN divenne ufficialmente il nuovo proprietario di Tirrenia di Navigazione. Il nome della società cambiò in Tirrenia – Compagnia Italiana di Navigazione e il nuovo azionista avviò una ristrutturazione aziendale e un lieve rinnovamento della flotta.

## Sistemazione passeggeri
Le sistemazioni per i passeggeri presenti a bordo delle navi della Tirrenia cambiarono negli anni, adeguandosi all'evoluzione dei costumi sociali e della funzione espletata dalle navi stesse. Fino agli anni 1950 le sistemazioni per passeggeri erano divise in tre classi, ciascuna con spazi comuni separati; solo le cabine di prima classe erano dotate di servizi igienici privati, mentre i passeggeri di terza classe avevano a disposizione per lo più dei dormitori comuni, separati per uomini e donne. I cameroni di terza classe furono aboliti solo negli anni 1960, con l'entrata in servizio della Città di Napoli e della Città di Nuoro, i cui spazi destinati ai passeggeri erano divisi in sole due classi. Le due navi introdussero anche una nuova tipologia di sistemazione a bordo, disponendo di numerose sale con poltrone reclinabili di tipo aeronautico, che valsero loro il soprannome di "navi pullman". La suddivisione in due classi in luogo delle classiche tre fu poi adottata anche sulle navi di classe Regione in occasione della loro trasformazione in traghetti ro-ro e via via su tutte le unità di nuova costruzione. Con lo sviluppo del turismo di massa, le differenze tra prima e seconda classe si assottigliarono progressivamente: alla fine degli anni 1970, le navi della classe Espresso Livorno prevedevano una classe unica per le sistemazioni passeggeri, mentre le navi della classe Poeta Deledda e Verga, pur mantenendo cabine di prima e seconda classe, avevano le sale pubbliche in comune.
A bordo delle navi della Tirrenia, fino alla classe Vincenzo Florio, erano poi presenti una cella per eventuali detenuti e una cabina destinata ai carabinieri di scorta.

## Livree

Bandiera della Tirrenia

Al momento della fondazione, le navi della Tirrenia mantennero la livrea già utilizzata dal 1932 dalla Tirrenia - Flotte Riunite Florio-Citra, caratterizzata da uno scafo nero nella parte inferiore e bianco nella parte superiore, sovrastrutture bianche e fumaioli bianchi con due fasce nere, una in cima e una intermedia. La compagnia riprese dalla Florio anche lo stemma con il leone rampante e la bandiera sociale, azzurra con una striscia diagonale giallorossa. Nella seconda guerra mondiale, le navi impiegate come incrociatori ausiliari o per trasporti di truppe e materiali bellici furono ridipinte con delle livree mimetiche caratterizzate da motivi a strisce grigie chiare e scure, che avevano lo scopo di rendere difficile l'individuazione dell'angolo di rotta della nave per un sommergibile che la osservasse dal periscopio.
Nel secondo dopoguerra si decise di distinguere visivamente le navi destinate al servizio passeggeri e quelle dedicate alle merci: le prime ebbero una nuova livrea, caratterizzata da uno scafo bianco con una striscia longitudinale verde e sovrastrutture bianche, mentre le seconde ebbero lo scafo dipinto di nero e le sovrastrutture bianche.
La livrea fu ulteriormente modificata nel 1979, quando la linea longitudinale verde divenne azzurra e interrotta, su entrambe le fiancate, dalla scritta "tirrenia". Fu cambiata anche la livrea sui fumaioli, sostituendo il nero eredità dei Florio con l'azzurro e inserendo la lettera "t" su entrambi i lati del fumaiolo all'interno della striscia inferiore. L'ultimo cambiamento avvenne verso la fine degli anni novanta, in particolare cambiò il tipo di carattere delle scritte e la striscia blu divenne più spessa e progressivamente sdoppiata verso poppa.
La livrea dei ro-ro merci era composta dallo scafo di colore arancione scuro e dalle sovrastrutture di colore bianco.

## La flotta
Non sono comprese le unità prese a noleggio (con l'eccezione di quelle in seguito acquistate) e le unità catturate da Francia e Grecia e assegnate alla Tirrenia durante la seconda guerra mondiale.

### Unità entrate in servizio prima e durante la seconda guerra mondiale
La tabella seguente presenta in ordine cronologico le navi che prestarono servizio per Tirrenia di Navigazione prima e durante la seconda guerra mondiale. Salvo ove diversamente indicato, tutti i dati per ciascuna nave sono tratti dalla fonte indicata nella colonna "Nome". Nel caso di navi omonime, le stesse sono distinte attraverso un numero progressivo tra parentesi.
| Classe           | Nome                 | Tipo                             | Anno di costruzione | Stazza lorda (tsl) | Passeggeri | Velocità in nodi | Anni di servizio per Tirrenia | Note                                                       |
| ---------------- | -------------------- | -------------------------------- | ------------------- | ------------------ | ---------- | ---------------- | ----------------------------- | ---------------------------------------------------------- |
| -                | Gallipoli            | Piroscafo misto merci passeggeri | 1898                | 1 048              | 400        | 10               | 1937 - 1940                   | Convertita in unità da carico nel 1938                     |
| -                | Montenegro           | Piroscafo misto                  | 1898                | 2 626              | 1 019      | 10               | 1937 - 1938                   |                                                            |
| -                | Garibaldi            | Piroscafo passeggeri             | 1906                | 5 298              | 460        | 12               | 1937 - 1944                   | Recuperata e demolita nel 1949                             |
| -                | Argentina            | Piroscafo passeggeri             | 1907                | 5 014 5 387        | 471        | 12               | 1937 - 1960                   |                                                            |
| -                | Cagliari             | Piroscafo misto                  | 1907                | 2 322              | 417        | 10               | 1937 - 1941                   |                                                            |
| -                | Città di Catania     | Turbonave passeggeri             | 1910                | 3 397              | 1100       | 20               | 1937 - 1943                   |                                                            |
| -                | Bengasi              | Piroscafo passeggeri             | 1912                | 1 716              | 517        | 11               | 1937 - 1941                   |                                                            |
| Roma             | Firenze              | Piroscafo passeggeri             | 1912                | 4 027              | 1 250      | 12               | 1937 - 1940                   |                                                            |
| Roma             | Milano               | Piroscafo passeggeri             | 1913                | 4 028              | 1 427      | 12               | 1937 - 1944                   |                                                            |
| -                | Derna                | Piroscafo misto                  | 1912                | 1 769              | 100        | 11               | 1937 - 1943                   |                                                            |
| Città di Tripoli | Città di Tripoli     | Piroscafo passeggeri             | 1915                | 3 044              | 1 150      | 12               | 1937 - 1941                   |                                                            |
| Città di Tripoli | Città di Bengasi     | Piroscafo passeggeri             | 1917                | 2 813              | 926        | 12               | 1937 - 1943                   | Recuperata e demolita nel 1947                             |
| -                | Città di Trieste     | Piroscafo passeggeri             | 1916                | 4 658              | 1081       | 14               | 1937 - 1943                   |                                                            |
| Città di Trapani | Città di Trapani     | Motonavi miste                   | 1929                | 2 467              | 113        | 12,2             | 1937 - 1942                   |                                                            |
| Città di Trapani | Città di Spezia      | Motonavi miste                   | 1929                | 2 473              | 113        | 12,2             | 1937 - 1943                   |                                                            |
| Città di Trapani | Città di Messina     | Motonavi miste                   | 1929                | 2 472              | 113        | 12,2             | 1937 - 1941                   |                                                            |
| Città di Trapani | Città di Marsala     | Motonavi miste                   | 1929                | 2 480 2 632        | 113 590    | 12,2             | 1937 - 1958                   | Dal 1947 Città di Trapani (2)                              |
| Città di Trapani | Città di Savona      | Motonavi miste                   | 1929                | 2 500 2 428        | 113 620    | 12,2             | 1937 - 1970                   | Dal 1950 Città di Livorno (2)                              |
| Città di Trapani | Città di Livorno     | Motonavi miste                   | 1930                | 2 471              | 113        | 12,2             | 1937 - 1942                   |                                                            |
| Città di Trapani | Città di Bastia      | Motonavi miste                   | 1930                | 2 499              | 113        | 12,2             | 1937 - 1941                   |                                                            |
| Città di Trapani | Città di Agrigento   | Motonavi miste                   | 1930                | 2 480              | 113        | 12,2             | 1937 - 1942                   |                                                            |
| Città di Trapani | Città di Alessandria | Motonavi miste                   | 1930                | 2 498              | 113 340    | 12,2             | 1937 - 1971                   |                                                            |
| Classe Caralis   | Caralis              | Motonavi passeggeri              | 1928                | 3 509              | 1 142      | 14               | 1937 - 1943                   |                                                            |
| Classe Caralis   | Attilio Deffenu      | Motonavi passeggeri              | 1929                | 3 514              | 1 142      | 14               | 1937 - 1941                   |                                                            |
| Classe Caralis   | Olbia                | Motonavi passeggeri              | 1929                | 3 510              | 1 142      | 14               | 1937 - 1943                   |                                                            |
| -                | Arborea              | Motonave passeggeri              | 1929                | 4 959              | 1 534      | 15,8             | 1937 - 1944                   |                                                            |
| Città di Napoli  | Città di Napoli      | Motonavi passeggeri              | 1930                | 5 418              | 565        | 17               | 1937 - 1942                   |                                                            |
| Città di Napoli  | Città di Palermo     | Motonavi passeggeri              | 1930                | 5 413              | 565        | 17               | 1937 - 1942                   |                                                            |
| Città di Napoli  | Città di Genova      | Motonavi passeggeri              | 1930                | 5 413              | 565        | 17               | 1937 - 1943                   |                                                            |
| Città di Napoli  | Città di Tunisi      | Motonavi passeggeri              | 1930                | 5 418              | 565 456    | 17               | 1937 - 1971                   | Ristrutturata nel 1951-52                                  |
| Baron Beck       | Aventino             | Piroscafo misto                  | 1907                | 3 781              | 1 050      | 11               | 1937 - 1942                   |                                                            |
| Baron Beck       | Praga                | Piroscafo misto                  | 1908                | 3 741              | 1 050      | 11               | 1937 - 1945                   |                                                            |
| Baron Beck       | Celio                | Piroscafo passeggeri             | 1908                | 3 864              | 1 050      | 12               | 1939 - 1940                   |                                                            |
| -                | Ariosto              | Piroscafi merci                  | 1902                | 4 319              | -          | 10,3             | 1937 - 1942                   |                                                            |
| -                | Manzoni              | Piroscafi merci                  | 1902                | 3 955              | -          | 10,2             | 1937 - 1940                   |                                                            |
| -                | Carducci             | Piroscafi merci                  | 1902                | 2 028              | -          | 9,5              | 1937 - 1944                   | Recuperato e demolito nel 1947                             |
| -                | Pascoli              | Piroscafi merci                  | 1902                | 2 939              | -          | 10               | 1937 - 1941                   |                                                            |
| -                | Ugo Bassi            | Piroscafi merci                  | 1902                | 2 900              | -          | 10               | 1937 - 1941                   |                                                            |
| -                | Tiziano              | Piroscafi merci                  | 1903                | 1 333              | -          | 10               | 1937 - 1943                   |                                                            |
| -                | Petrarca             | Piroscafi merci                  | 1910                | 3 102              | -          | 10,8             | 1937 - 1943                   |                                                            |
| -                | Leopardi             | Piroscafi merci                  | 1915                | 3 289              | -          | 9                | 1937 - 1940                   |                                                            |
| -                | Alfredo Oriani       | Piroscafi merci                  | 1918                | 3 059              | -          | 10,5             | 1937 - 1941                   |                                                            |
| -                | Boccaccio            | Piroscafi merci                  | 1919                | 3 027              | -          | 10               | 1937                          | Naufragata a seguito di esplosione a bordo                 |
| -                | Foscolo              | Piroscafi merci                  | 1919                | 3 027              | -          | 10               | 1937 - 1940                   |                                                            |
| Musicisti        | Puccini              | Motonavi miste                   | 1928                | 2 422              | 68         | 11               | 1937 - 1942                   |                                                            |
| Musicisti        | Paganini             | Motonavi miste                   | 1928                | 2 427              | 68         | 11               | 1937 - 1940                   |                                                            |
| Musicisti        | Donizetti            | Motonavi miste                   | 1928                | 2 428              | 68         | 11               | 1937 - 1943                   |                                                            |
| Musicisti        | Rossini              | Motonavi miste                   | 1928                | 2 425 2 380        | 68         | 11               | 1937 - 1972                   | Dal 1947 Città di Messina (2)                              |
| Musicisti        | Verdi                | Motonavi miste                   | 1928                | 2 422 2 384        | 68         | 11               | 1937 - 1972                   | Dal 1947 Celio (2)                                         |
| Musicisti        | Catalani             | Motonavi miste                   | 1929                | 2 429              | 68         | 11               | 1937 - 1940                   |                                                            |
| -                | Gennargentu          | Piroscafo passeggeri             | 1910                | 499                | 320        | 9                | 1937 - 1954                   |                                                            |
| -                | Limbara              | Piroscafo passeggeri             | 1910                | 458                | 350        | 9                | 1937 - 1963                   |                                                            |
| -                | Gallura              | Piroscafo passeggeri             | 1911                | 261                | 200        | 9                | 1937 - 1966                   |                                                            |
| -                | Carloforte           | Motobarca passeggeri             | 1917                | 79                 | 100        | 8,5              | 1937 - 1949                   |                                                            |
| -                | Capo Sandalo         | Piroscafo passeggeri             | 1927                | 137                | 150        | 8,5              | 1937 - 1966                   |                                                            |
| -                | Ichnusa              | Piroscafo passeggeri             | 1928                | 1 242              | 312        | 10               | 1937 - 1971                   |                                                            |
| -                | Giovanni Boccaccio   | Piroscafo merci                  | 1919                | 3 141              | -          | 10,3             | 1938 - 1943                   |                                                            |
| Foscolo          | Foscolo (2)          | Motonavi merci                   | 1942                | 4 500              | -          | 14,75            | 1942 - 1943                   |                                                            |
| Foscolo          | Manzoni (2)          | Motonavi merci                   | 1942                | 4 550              | -          | 14,75            | 1942 - 1943                   |                                                            |
| Foscolo          | D'Annunzio           | Motonavi merci                   | 1942                | 4 537              | -          | 14,75            | 1942 - 1943                   |                                                            |
| Foscolo          | Monti                | Motonavi merci                   | 1942                | 4 301              | -          | 14,75            | 1942 - 1943                   |                                                            |
| Foscolo          | Oriani               | Motonavi merci                   | 1942                | 3 129 4 321        | -          | 14,75            | 1942 - 1977                   | Affondata nel 1944. Recuperata nel 1947 come Cagliari (2)  |
| Foscolo          | Leopardi (2)         | Motonavi merci                   | 1943                | 4 572              | -          | 14,75            | 1943                          | Catturata dai tedeschi nel 1943                            |
| Foscolo          | Tommaseo             | Motonavi merci                   | 1943                | 4 573              | -          | 14,75            | 1943                          |                                                            |
| Foscolo          | Alfieri              | Motonavi merci                   | 1943                | 4 573              | -          | 14,75            | 1943                          |                                                            |
| Foscolo          | Vittorio Locchi      | Motonavi merci                   | 1944                | 4 753              | -          | 14,75            | -                             | Catturata dai tedeschi, poi preda bellica della Jugoslavia |
| Foscolo          | Pascoli (2)          | Motonavi merci                   | 1944                | 4 300              | -          | 14,75            | -                             | Requisita dai tedeschi, poi preda bellica della Francia    |

### Unità entrate in servizio nel dopoguerra
La tabella seguente presenta in ordine cronologico le navi che prestarono servizio per Tirrenia di Navigazione dopo la seconda guerra mondiale. Salvo ove diversamente indicato, tutti i dati per ciascuna nave sono tratti dalla fonte indicata nella colonna "Nome". Nel caso di navi omonime, le stesse sono distinte attraverso un numero progressivo tra parentesi.
| Classe                 | Nome                   | Tipo                                                              | Anno di costruzione | Stazza lorda (tsl)  | Passeggeri      | Velocità in nodi | Anni di servizio per Tirrenia | Note                                                    |
| ---------------------- | ---------------------- | ----------------------------------------------------------------- | ------------------- | ------------------- | --------------- | ---------------- | ----------------------------- | ------------------------------------------------------- |
| -                      | Civitavecchia          | Motonave passeggeri                                               | 1928                | 1403                | 380             | 13               | 1945 - 1958                   | Già Lazzaro Mocenigo, Olbia                             |
| Liberty                | Milano (2)             | Piroscafo merci                                                   | 1944                | 7 175               | -               | 10,5             | 1946 - 1954                   |                                                         |
| Liberty                | Firenze (2)            | Piroscafo merci                                                   | 1944                | 7 185               | -               | 10,5             | 1946 - 1955                   |                                                         |
| Liberty                | Posillipo              | Piroscafo merci                                                   | 1943                | 7 170               | -               | 10,5             | 1947 - 1954                   | Fino al 1948, Napoli                                    |
| Foscolo                | Giosuè Borsi           | Motonave merci                                                    | 1947                | 3 128 4 324         | -               | 14,75            | 1947 - 1977                   |                                                         |
| -                      | Olbia (2)              | Motonave passeggeri                                               | 1930                | 842,88              | 280             | 11,5             | 1946 - 1953                   | Già Lorenzo Marcello, Civitavecchia                     |
| -                      | Torres                 | Piroscafo misto                                                   | 1935                | 1 407               | 48              | 10               | 1948 - 1972                   | Dal 1957, Campidano                                     |
| N3-S-A2                | Marechiaro             | Piroscafo misto merci-passeggeri                                  | 1944                | 1 882               | 100             | 10               | 1948 - 1971                   |                                                         |
| N3-S-A2                | Belluno                | Piroscafo merci                                                   | 1945                | 2 062               | -               | 10               | 1962 - 1971                   |                                                         |
| -                      | Città di Siracusa      | Motonave mista merci-passeggeri                                   | 1946                | 1 847               | 100             | 11               | 1949 - 1973                   | Già Francesca Sistemazioni passeggeri aggiunte nel 1954 |
| -                      | Città di Catania (2)   | Motonave merci                                                    | 1949                | 1 598               | -               | 11               | 1950 - 1973                   | Già Anna Maria                                          |
| Regione                | Sicilia                | Motonavi passeggeri Traghetti ro-ro passeggeri (dopo conversione) | 1952                | 5 230 4 888         | 560 (1000)      | 16,75            | 1952 - 1988                   | Convertita nel 1968                                     |
| Regione                | Calabria               | Motonavi passeggeri Traghetti ro-ro passeggeri (dopo conversione) | 1952                | 5 231 4 823         | 560 (1000)      | 16,75            | 1952 - 1988                   | Convertita nel 1967                                     |
| Regione                | Lazio                  | Motonavi passeggeri Traghetti ro-ro passeggeri (dopo conversione) | 1953                | 5 230 4 882         | 560 (1000)      | 16,75            | 1953 - 1978                   | Convertita nel 1967                                     |
| Regione                | Sardegna               | Motonavi passeggeri Traghetti ro-ro passeggeri (dopo conversione) | 1952                | 5 208 4 914         | 560 (1000)      | 16,75            | 1952 - 1984                   | Convertita nel 1969                                     |
| Regione                | Campania Felix         | Motonave passeggeri                                               | 1953                | 5 208               | 560             | 16,75            | 1953 - 1975                   |                                                         |
| -                      | Torres (2)             | Motonave passeggeri                                               | 1957                | 4 208               | 800             | 18,5             | 1957 - 1979                   |                                                         |
| -                      | Arborea (2)            | Motonavi passeggeri                                               | 1957                | 5 484               | 1 200           | 18               | 1957 - 1976                   |                                                         |
| -                      | Caralis (2)            | Motonavi passeggeri                                               | 1957                | 5 484               | 1 200           | 18               | 1957 - 1973                   |                                                         |
| -                      | Città di Tripoli (2)   | Motonave passeggeri                                               | 1928                | 3 478               | 350             | 14,5             | 1957 - 1970                   | Già Filippo Grimani                                     |
| -                      | Olbia (3)              | Turbonave passeggeri                                              | 1947                | 3 975               | 326             | 18,5             | 1960 - 1971                   |                                                         |
| Città                  | Città di Napoli (2)    | Motonavi passeggeri                                               | 1962                | 5 735               | 1 200           | 19,5             | 1962 - 1988                   |                                                         |
| Città                  | Città di Nuoro         | Motonavi passeggeri                                               | 1962                | 5 735               | 1 200           | 19,5             | 1962 - 1988                   |                                                         |
| -                      | Luigi Rizzo            | Piroscafo passeggeri                                              | 1929                | 382                 | 128             | 12               | 1963 - 1966                   |                                                         |
| -                      | Bonifacio              | Traghetto ro-ro passeggeri                                        | 1966                | 631,58              | 398             | 14               | 1966 - 1986                   |                                                         |
| La Maddalena           | La Maddalena           | Traghetti ro-ro passeggeri                                        | 1966                | 494,41              | 350             | 14               | 1966 - 1988                   |                                                         |
| La Maddalena           | Arbatax                | Traghetti ro-ro passeggeri                                        | 1966                | 494,41              | 350             | 14               | 1966 - 1988                   |                                                         |
| La Maddalena           | Teulada                | Traghetti ro-ro passeggeri                                        | 1966                | 494,41              | 350             | 14               | 1966 - 1988                   |                                                         |
| Classe Poeta           | Boccaccio (2)          | Traghetti ro-ro passeggeri                                        | 1970                | 7 086 11 799        | 1200 1300       | 20 19            | 1970 - 1999                   | Trasformata nel 1992                                    |
| Classe Poeta           | Carducci (2)           | Traghetti ro-ro passeggeri                                        | 1970                | 7 086 11 799        | 1200 1300       | 20 19            | 1970 - 1999                   | Trasformata nel 1991                                    |
| Classe Poeta           | Manzoni (3)            | Traghetti ro-ro passeggeri                                        | 1971                | 7 086 11 799        | 1200 1300       | 20 19            | 1971 - 1999                   | Trasformata nel 1991                                    |
| Classe Poeta           | Pascoli (3)            | Traghetti ro-ro passeggeri                                        | 1971                | 7 086 11 799        | 1200 1300       | 20 19            | 1971 - 1999                   | Trasformata nel 1991                                    |
| Classe Poeta           | Petrarca (2)           | Traghetti ro-ro passeggeri                                        | 1971                | 7 086 11 799        | 1200 1300       | 20 19            | 1971 - 1999                   | Trasformata nel 1991                                    |
| Classe Poeta           | Leopardi (3)           | Traghetti ro-ro passeggeri                                        | 1971                | 7 086               | 1200            | 20               | 1971 - 1994                   |                                                         |
| -                      | La Valletta            | Traghetto ro-ro passeggeri                                        | 1971                | 2 147               | 496             | 16,5             | 1971 - 1976                   |                                                         |
| Canguro Biondo         | Staffetta Adriatica    | Traghetti ro-ro merci                                             | 1970                | 4 736               | 36              | 18,8             | 1973 - 1993                   |                                                         |
| Canguro Biondo         | Staffetta Tirrenica    | Traghetti ro-ro merci                                             | 1971                | 4 736               | 36              | 18,8             | 1973 - 1992                   |                                                         |
| -                      | Malta Express          | Traghetto ro-ro passeggeri                                        | 1968                | 4 614               | 1200            | 18,5             | 1976 - 1988                   |                                                         |
| -                      | Carloforte (2)         | Traghetto ro-ro passeggeri                                        | 1973                | 492                 | 400             | 12               | 1976 - 1988                   |                                                         |
| -                      | Limbara (2)            | Traghetto ro-ro passeggeri                                        | 1966                | 492                 | 400             | 12               | 1977 - 1988                   |                                                         |
| Espresso Livorno       | Espresso Venezia       | Traghetti ro-ro passeggeri                                        | 1977                | 4 810               | 799             | 19,5             | 1977 - 1994                   | Dal 1990 Espresso Malta                                 |
| Espresso Livorno       | Espresso Ravenna       | Traghetti ro-ro passeggeri                                        | 1978                | 4 810               | 799             | 19,5             | 1978 - 1989                   |                                                         |
| Poeta seconda serie    | Deledda                | Traghetti ro-ro passeggeri                                        | 1978                | 7 222               | 1200            | 21               | 1978 - 1994                   |                                                         |
| Poeta seconda serie    | Verga                  | Traghetti ro-ro passeggeri                                        | 1978                | 7 222               | 1200            | 21               | 1978 - 1997                   |                                                         |
| Classe Strade Romane   | Domiziana              | Traghetti ro-ro passeggeri                                        | 1979                | 9 485 12 523        | 1373 2000       | 21 19,5          | 1979 - 2011                   | Allungata nel 1987                                      |
| Classe Strade Romane   | Emilia                 | Traghetti ro-ro passeggeri                                        | 1979                | 9 485 12 523        | 1373 2000       | 21 19,5          | 1979 - 2006                   | Allungata nel 1986-87                                   |
| Classe Strade Romane   | Flaminia               | Traghetti ro-ro passeggeri                                        | 1981                | 9 485 12 523        | 1373 2000       | 21 19,5          | 1981 - 2012                   | Allungata nel 1986-87                                   |
| Classe Strade Romane   | Clodia                 | Traghetti ro-ro passeggeri                                        | 1980                | 9 485 12 523 14 834 | 1373 2000 2 280 | 21 19,5 19       | 1980 - 2012                   | Allungata nel 1987 Alzata nel 1992                      |
| Classe Strade Romane   | Nomentana              | Traghetti ro-ro passeggeri                                        | 1980                | 9 485 12 523 14 834 | 1373 2000 2 280 | 21 19,5 19       | 1980 - 2012                   | Allungata nel 1986-87 Alzata nel 1993                   |
| Classe Strade Romane   | Aurelia                | Traghetti ro-ro passeggeri                                        | 1980                | 9 485 12 523 14 834 | 1373 2000 2 280 | 21 19,5 19       | 1980 - 2012                   | Allungata nel 1987 Alzata nel 1993                      |
| Staffetta Mediterranea | Staffetta Mediterranea | Traghetti ro-ro merci                                             | 1979                | 7 010               | 34              | 22               | 1979 - 1987                   | Convertita in traghetto passeggeri nel 1987-88          |
| Staffetta Mediterranea | Staffetta Ligure       | Traghetti ro-ro merci                                             | 1979                | 6 914               | 34              | 22               | 1979 - 1987                   | Convertita in traghetto passeggeri nel 1987-88          |
| Staffetta Mediterranea | Staffetta Ionica       | Traghetti ro-ro merci                                             | 1980                | 6 914               | 34              | 22               | 1980 - 1987                   | Convertita in traghetto passeggeri nel 1987             |
| -                      | Isola di Caprera       | Traghetto ro-ro passeggeri                                        | 1986                | 1 342               | 600             | 12               | 1986 - 1988                   |                                                         |
| -                      | Ichnusa (2)            | Traghetto ro-ro passeggeri                                        | 1986                | 2 181               | 720             | 14               | 1986 - 1988                   |                                                         |
| Sociale                | Arborea (3)            | Traghetti ro-ro passeggeri                                        | 1980                | 11 324              | 1 314           | 19,5             | 1987 - 2004                   | Già Staffetta Ionica                                    |
| Sociale                | Caralis (3)            | Traghetti ro-ro passeggeri                                        | 1979                | 11 324              | 1 314           | 19,5             | 1988 - 2000                   | Già Staffetta Ligure                                    |
| Sociale                | Torres (3)             | Traghetti ro-ro passeggeri                                        | 1979                | 11 324              | 1 314           | 19,5             | 1988 - 2004                   | Già Staffetta Mediterranea                              |
| Capo                   | Capo Spartivento       | Traghetti ro-ro passeggeri                                        | 1981                | 17 691              | 1 418           | 18,5             | 1988 - 2001                   | Già Apulia                                              |
| Capo                   | Capo Sandalo (2)       | Traghetti ro-ro passeggeri                                        | 1982                | 17 691              | 1 418           | 18,5             | 1988 - 2000                   | Già Torre del Greco                                     |
| Capo                   | Capo Carbonara         | Traghetti ro-ro passeggeri                                        | 1981                | 17 691              | 1 418           | 18,5             | 1988 - 2004                   | Già Adria                                               |
| -                      | Campania               | Traghetto ro-ro merci                                             | 1981                | 6 225               | 22              | 19,8             | 1986 - 2001                   | Già Julia                                               |
| Tomakomai Maru         | Sardegna (2)           | Traghetti merci ro-ro                                             | 1976                | 6 779               | 16              | 19,5             | 1988 - 2006                   |                                                         |
| Tomakomai Maru         | Calabria (2)           | Traghetti merci ro-ro                                             | 1976                | 6 779               | 16              | 19,5             | 1988 - 2006                   |                                                         |
| Tomakomai Maru         | Sicilia (2)            | Traghetti merci ro-ro                                             | 1976                | 6 779               | 16              | 19,5             | 1988 - 2006                   |                                                         |
| Aquastrada TMV 101     | Guizzo                 | Traghetti veloci                                                  | 1993                | 3 503               | 448             | 40               | 1993 - 2011                   |                                                         |
| Aquastrada TMV 101     | Scatto                 | Traghetti veloci                                                  | 1994                | 3 516               | 502             | 39               | 1994 - 2011                   |                                                         |
| -                      | Toscana                | Traghetto ro-ro merci Traghetto ro-ro passeggeri                  | 1994                | 13 885              | 80              | 19               | 1994 - 2012                   | Convertita nel 1997                                     |
| Viamare                | Lazio (2)              | Traghetti ro-ro merci                                             | 1994                | 14 398              | 52              | 19               | 1994 - 2012                   |                                                         |
| Viamare                | Puglia                 | Traghetti ro-ro merci                                             | 1995                | 14 398              | 52              | 19               | 1995 - 2012                   |                                                         |
| Viamare                | Via Adriatico          | Traghetti ro-ro merci                                             | 1992                | 14 398              | 52              | 19               | 2004 - 2012                   |                                                         |
| Viamare                | Via Tirreno            | Traghetti ro-ro merci                                             | 1993                | 14 398              | 52              | 19               | 2004 - 2006                   |                                                         |
| Viamare                | Espresso Catania       | Traghetti ro-ro merci                                             | 1993                | 14 398              | 52              | 19               | 2004 - 2012                   |                                                         |
| Viamare                | Espresso Ravenna (2)   | Traghetti ro-ro merci                                             | 1993                | 14 398              | 52              | 19               | 2004 - 2012                   |                                                         |
| Jupiter MDV 3000       | Aries                  | Traghetti veloci                                                  | 1998                | 11 347              | 1800            | 40               | 1998 - 2011                   |                                                         |
| Jupiter MDV 3000       | Taurus                 | Traghetti veloci                                                  | 1998                | 11 347              | 1800            | 40               | 1998 - 2011                   |                                                         |
| Jupiter MDV 3000       | Scorpio                | Traghetti veloci                                                  | 1999                | 11 347              | 1800            | 40               | 1999 - 2011                   |                                                         |
| Jupiter MDV 3000       | Capricorn              | Traghetti veloci                                                  | 1999                | 11 347              | 1800            | 40               | 2011                          |                                                         |
| Vincenzo Florio        | Vincenzo Florio        | Traghetti ro-ro passeggeri                                        | 1999                | 30 650              | 1471            | 23               | 1999 - 2012                   |                                                         |
| Vincenzo Florio        | Raffaele Rubattino     | Traghetti ro-ro passeggeri                                        | 1999                | 30 650              | 1471            | 23               | 1999 - 2012                   |                                                         |
| Aquastrada TMV 70      | Isola di Capraia       | Traghetto veloce                                                  | 1999                | 1 925               | 522             | 30               | 2004 - 2012                   |                                                         |
| Bithia                 | Bithia                 | Traghetti ro-ro passeggeri                                        | 2001                | 35 736              | 2700            | 29               | 2001 - 2012                   |                                                         |
| Bithia                 | Janas                  | Traghetti ro-ro passeggeri                                        | 2002                | 35 736              | 2700            | 29               | 2002 - 2012                   |                                                         |
| Bithia                 | Athara                 | Traghetti ro-ro passeggeri                                        | 2003                | 35 736              | 2700            | 29               | 2003 - 2012                   |                                                         |
| Nuraghes               | Nuraghes               | Traghetti ro-ro passeggeri                                        | 2004                | 39 798              | 2700            | 29               | 2004 - 2012                   |                                                         |
| Nuraghes               | Sharden                | Traghetti ro-ro passeggeri                                        | 2005                | 39 798              | 2700            | 29               | 2005 - 2012                   |                                                         |

## Rotte effettuate

### Alla fondazione (1937)
Di seguito sono riportate le rotte assegnate alla neo-costituita Tirrenia con la convenzione del 1937:
| Linea | Frequenza       | Navi |
| --- | --------------- | --- |
| Linea 1: Napoli ↔ Palermo | giornaliera     | Città di Napoli, Città di Tunisi, Città di Palermo, Città di Genova                                             |
| Linea 2: Palermo ↔ Tunisi | settimanale     | Città di Napoli, Città di Tunisi, Città di Palermo, Città di Genova                                             |
| Linea 3: Civitavecchia ↔ Terranova (Olbia) | giornaliera     | Attilio Deffenu, Caralis, Olbia                                                                                 |
| Linea 5: Napoli ↔ Cagliari | settimanale     | Città di Tripoli, Milano                                                                                        |
| Linea 6: Genova ↔ Palermo, con scali a La Spezia, Livorno, Portoferraio, La Maddalena, porti della costa orientale sarda e Cagliari                                                                                | quattordicinale | Classe Città di Trapani                                                                                         |
| Linea 7: Genova ↔ Palermo, con scali a La Spezia, Livorno, Portoferraio, La Maddalena, porti della costa occidentale sarda e Cagliari                                                                              | quattordicinale | Classe Città di Trapani                                                                                         |
| Linea 8: Genova ↔ Porto Torres, con scali a Livorno e Bastia | settimanale     | Classe Città di Trapani                                                                                         |
| Linea 9: Terranova (Olbia) ↔ Porto Torres, con scalo a Golfo Aranci | giornaliera     | Limbara |
| Linea 10: Genova - La Maddalena - Alghero - Cagliari - Tortolì - La Maddalena - Genova | quattordicinale | Ichnusa |
| Linea 11: La Maddalena ↔ Bonifacio, con scalo a Palau | giornaliera     | Gallura |
| Linea 12: Carloforte ↔ Calasetta | bigiornaliera   | Capo Sandalo |
| Linea 13: Carloforte ↔ Portovesme | bigiornaliera   | Carloforte |
| Linea 15: Genova ↔ Tunisi, con scali a Livorno, Civitavecchia, Cagliari e Trapani | settimanale     | Argentina, Arborea, Garibaldi, Praga, Aventino                                                                  |
| Linea 16: Palermo ↔ Tunisi, con scali a Trapani e Pantelleria | quattordicinale | Classe Città di Trapani                                                                                         |
| Linea 21: Napoli ↔ Tripoli, con scali a Catania, Siracusa e Malta | quattordicinale | Argentina, Arborea, Garibaldi                                                                                   |
| Linea 22: Napoli ↔ Tripoli, con scali a Messina, Siracusa e Malta | quattordicinale | Città di Trieste                                                                                                |
| Linea 23: Siracusa ↔ Tripoli | settimanale     | Argentina, Arborea, Città di Trieste, Garibaldi                                                                 |
| Linea 24: Napoli ↔ Derna, con scali a Siracusa e Bengasi | quattordicinale | Città di Tripoli, Milano                                                                                        |
| Linea 25: Siracusa ↔ Bengasi | settimanale     | Città di Tripoli, Milano, Praga, Aventino                                                                       |
| Linea 26: Tunisi ↔ Tripoli, con scalo a Malta | settimanale     | Praga, Aventino, Argentina, Arborea, Garibaldi                                                                  |
| Linea 27: Tunisi ↔ Tripoli, con scalo a Sfax | quattordicinale | Classe Città di Trapani                                                                                         |
| Linea 28: Tripoli ↔ Alessandria d'Egitto, con scali a Bengasi e Tobruk | quattordicinale | Classe Città di Trapani                                                                                         |
| Linea 29: Palermo ↔ Tripoli | settimanale     | Città di Napoli, Città di Tunisi, Città di Palermo, Città di Genova                                             |
| Linea 32: Fiume ↔ Valencia, con scali a Venezia, Ancona, Bari, Catania, Malta, Messina, Palermo, Napoli, Livorno, Genova, Imperia, Marsiglia, Barcellona e Tarragona                                               | settimanale     | Catalani, Donizetti, Paganini, Puccini, Rossini, Verdi                                                          |
| Linea 33: Fiume ↔ Genova, con 21 scali | -               | Tiziano |
| Linea 34: Fiume ↔ La Spezia, con scali a Trieste, Venezia, Gallipoli, Taranto, Trebisacce, Soverato, Reggio Calabria, Gioia Tauro, Porto Santa Venere, Castellammare del Golfo, Marsala, Livorno, Imperia e Genova | -               | Cagliari |
| Linea 36: Fiume ↔ Rotterdam, con scali a Trieste, Bari, Catania, Messina, Palermo, Londra, Amburgo e Anversa | bimensile       | Alfredo Oriani, Carducci, Foscolo, Giovanni Boccaccio, Leopardi, Pascoli, Manzoni, Ugo Bassi, Petrarca, Ariosto |
| Linea 37: Genova ↔ Rotterdam, con scali a Savona, Livorno, Napoli, Messina, Catania, Palermo, Londra, Amburgo e Anversa                                                                                            | bimensile       | Alfredo Oriani, Carducci, Foscolo, Giovanni Boccaccio, Leopardi, Pascoli, Manzoni, Ugo Bassi, Petrarca, Ariosto |
| Linea 38: Genova ↔ Siviglia, con scali a Palma, Ceuta, Tangeri e Cadice | 20 giorni       | Firenze |

In aggiunta alle linee riportate in tabella, erano poi previsti i seguenti itinerari turistici:
- Itinerario A (Periplo Italico)[253]
- Itinerario B (La Crociera del Sole)
- Itinerario C (Verso il Sud)
- Itinerario D (Lungo la Costa delle Palme)
- Itinerario E (La Crociera dei tre Mari)
- Itinerario F (La Crociera della Libia)
- Itinerario G (La Crociera in Egitto)

### Nel dopoguerra (1950)
Nel 1950, completata una prima fase di ricostruzione della flotta dopo le devastazioni della seconda guerra mondiale, la situazione delle rotte servite dalla Tirrenia era la seguente:
| Linea                                                                 | Navi                                                                    |
| --------------------------------------------------------------------- | ----------------------------------------------------------------------- |
| Napoli ↔ Tunisi, con scalo a Palermo (postale)                        | Città di Tunisi, Giosuè Borsi, Cagliari (2)                             |
| Napoli ↔ Cagliari (postale)                                           | Città di Messina (2), Cagliari (2)                                      |
| Civitavecchia ↔ Olbia (postale)                                       | Città di Alessandria, Città di Trapani (2), Celio, Città di Messina (2) |
| Napoli ↔ Tripoli, con scali a Catania, Siracusa e Malta (postale)     | Argentina, Città di Livorno (2)                                         |
| Genova ↔ Porto Torres, con scalo a Bastia (postale)                   | Olbia, Civitavecchia, Torres                                            |
| Genova ↔ Olbia, Livorno ↔ Porto Torres con scalo a Olbia (postale)    | Olbia (2)                                                               |
| Carloforte ↔ Calasetta, Carloforte ↔ Portovesme                       | Capo Sandalo                                                            |
| La Maddalena ↔ Bonifacio, con scali a Palau e Santa Teresa di Gallura | Gallura                                                                 |
| Genova ↔ Tunisi, con scali in Sardegna e Sicilia (commerciale)        | Ichnusa                                                                 |
| Periplo italiano (commerciale)                                        | Annamaria, Francesca, Marechiaro, Maria Carla                           |
| Nord Europa (commerciale)                                             | Vallisarco, Valdarno, Valgardena, Valtellina                            |

### Nel 1966
Nel 1966, prima dell'introduzione dei primi traghetti ro-ro, la Tirrenia effettuava servizio sulle seguenti linee:
| Linea | Navi                                                                         |
| --- | ---------------------------------------------------------------------------- |
| Civitavecchia ↔ Olbia | Città di Napoli (2), Città di Nuoro                                          |
| Linee postali: Napoli ↔ Tunisi con scalo a Palermo Napoli ↔ Cagliari Civitavecchia ↔ Cagliari Genova ↔ Porto Torres Palermo ↔ Cagliari | Arborea (2), Caralis (2), Sicilia, Sardegna, Lazio, Calabria, Campania Felix |
| Napoli ↔ Tripoli, con scali a Catania, Siracusa e Malta                                                                                | Città di Tunisi                                                              |
| Napoli ↔ Bengasi, con scali a Catania, Siracusa e Malta                                                                                | Città di Livorno (2)                                                         |
| Siracusa ↔ Malta | Città di Alessandria                                                         |
| Livorno ↔ Bastia, con scalo a Portoferraio Livorno ↔ Porto Torres, con scalo a Bastia                                                  | Città di Tripoli (2)                                                         |
| Napoli ↔ Cagliari, con scalo a Palermo                                                                                                 | Olbia (3)                                                                    |
| Genova ↔ Porto Torres | Torres (2)                                                                   |
| Adriatico / Tirreno ↔ Spagna | Celio, Città di Messina (2)                                                  |
| Genova ↔ Palermo con scali nei porti della Sardegna Orientale e a Tunisi                                                               | Ichnusa, Campidano                                                           |
| Periplo italiano (merci) | Città di Catania (2), Città di Siracusa, Marechiaro, Belluno                 |
| Adriatico ↔ Nord Europa (merci) | Giosuè Borsi, Cagliari (2)                                                   |
| Tirreno ↔ Nord Europa (merci) | Valdarno, Vallisarco (noleggiate)                                            |
| Palau ↔ Bonifacio, con scali a La Maddalena e Santa Teresa di Gallura                                                                  | Luigi Rizzo (noleggiato)                                                     |
| Carloforte ↔ Calasetta | Gallura                                                                      |
| Carloforte ↔ Portovesme | Capo Sandalo                                                                 |

### Al momento della privatizzazione (2011)
Di seguito le rotte effettuate dalla Tirrenia di Navigazione nel 2011, un anno prima della privatizzazione.

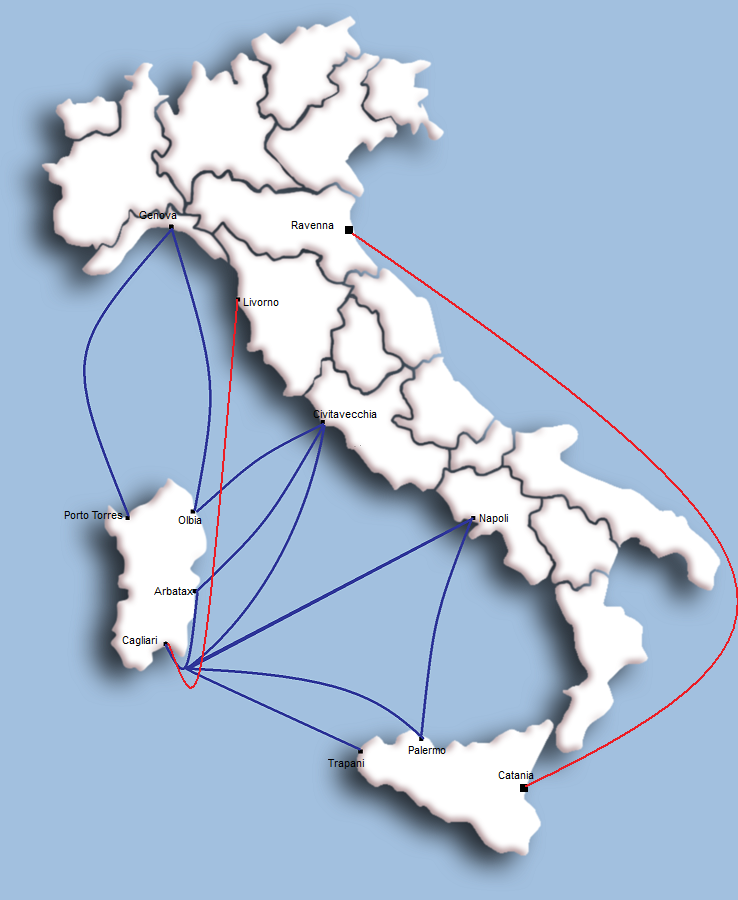
Rotte Tirrenia

#### Sardegna
| Linea                    | Frequenza                                              | Nave                                 | Note        |
| ------------------------ | ------------------------------------------------------ | ------------------------------------ | ----------- |
| Genova ↔ Porto Torres    | Giornaliera                                            | Classe Bithia                        |             |
| Civitavecchia ↔ Olbia    | Giornaliera                                            | Nuraghes/Sharden                     |             |
| Genova ↔ Olbia / Arbatax | Plurisettimanale                                       | Classe Bithia / Classe Strade Romane |             |
| Civitavecchia ↔ Arbatax  | Bisettimanale                                          | Classe Strade Romane                 |             |
| Civitavecchia ↔ Cagliari | Pentasettimanale (diretta) Bisettimanale (via Arbatax) | Classe Strade Romane                 |             |
| Livorno ↔ Cagliari       | Plurisettimanale                                       | Classe Viamare                       | Linea merci |
| Napoli ↔ Cagliari        | Bisettimanale                                          | Toscana / Classe Viamare             |             |

#### Sicilia
| Linea              | Tempo            | Nave                     | Note        |
| ------------------ | ---------------- | ------------------------ | ----------- |
| Napoli ↔ Palermo   | Giornaliera      | Florio/Rubattino         |             |
| Cagliari ↔ Palermo | Settimanale      | Toscana / Classe Viamare |             |
| Cagliari ↔ Trapani | Settimanale      | Toscana / Classe Viamare |             |
| Ravenna ↔ Catania  | Plurisettimanale | Classe Viamare           | Linea merci |

#### Tunisia
Collegamento effettuato in accordo con la Compagnie Tunisienne de Navigation.
| Linea           | Frequenza        | Navi            | Note                          |
| --------------- | ---------------- | --------------- | ----------------------------- |
| Genova ↔ Tunisi | Plurisettimanale | Carthage, Tanit | Collegamento con navi CoTuNav |

## Altre divisioni
Adriatica di Navigazione era la società che si occupava dei collegamenti marittimi nel versante adriatico, fino all'accorpamento delle compagnie di navigazione della Finmare sotto il controllo della compagnia maggiore Tirrenia di Navigazione.
Tirrenia controllava anche una serie di società regionali: Caremar in Campania (dalle cui rotte laziali è nata Laziomar), Siremar in Sicilia, Saremar in Sardegna, e Toremar in Toscana.